# Sega Saturn
Sega Saturn là máy chơi trò chơi điện tử tại gia 32 bit thế hệ thứ năm, Sega phát triển và phát hành vào ngày 22 tháng 11 năm 1994 tại Nhật Bản, ngày 11 tháng 5 năm 1995 tại Bắc Mỹ và ngày 8 tháng 7 năm 1995 tại Châu Âu. Là hệ máy kế thừa của Sega Genesis vốn khá thành công trước đó, Saturn có kiến trúc CPU kép và tám bộ vi xử lý. Các trò chơi của máy có định dạng CD-ROM và thư viện chứa một số bản arcade cũng như các trò chơi gốc. Quá trình phát triển Saturn bắt đầu vào năm 1992, cùng năm ra mắt phần cứng arcade 3D Model 1 đột phá của Sega. Máy được thiết kế xung quanh một CPU mới ra mắt đến từ công ty điện tử Nhật Bản Hitachi. Sega thêm một bộ xử lý hiển thị video vào đầu năm 1994 để cạnh tranh tốt hơn với PlayStation của Sony sắp ra đời.
Saturn ban đầu thành công ở Nhật Bản, nhưng không bán chạy ở Mỹ sau khi ra mắt bất ngờ vào tháng 5 năm 1995, bốn tháng trước ngày phát hành dự kiến. Sau khi Nintendo 64 ra mắt vào cuối năm 1996, Saturn nhanh chóng mất thị phần tại Mỹ, và ngừng hoạt động vào năm 1998. Với doanh số 9,26 triệu máy trên toàn thế giới, Saturn là một thất bại thương mại. Yếu tố chính làm cho hệ máy bị mất điểm là do các nhóm phát triển Sega phát hành một trò chơi trong loạt Sonic the Hedgehog, hay còn gọi là Sonic X-treme. Mặc dù vậy, nhờ một số trò chơi tốt, bao gồm Nights into Dreams, loạt Panzer Dragoon và Virtua Fighter mà Saturn vẫn được nhớ đến, máy bị đánh giá thấp do thiết kế phần cứng phức tạp và sự hạn chế hỗ trợ của bên thứ ba. Ban giám đốc của Sega đã bị chỉ trích vì các quyết định sai lầm trong quá trình phát triển và ngừng hoạt động hệ máy.

## Lịch sử

### Lý lịch
Phát hành vào năm 1988, Genesis (hay còn gọi là Mega Drive ở Châu Âu, Nhật Bản và Úc) đã tham gia vào thế hệ thứ tư. Vào giữa năm 1990, CEO của Sega là Nakayama Hayao đã thuê Tom Kalinske làm chủ tịch và CEO của Sega of America. Kalinske đã phát triển một kế hoạch bốn điểm để bán Genesis: hạ giá máy chơi trò chơi, tuyển một đội ngũ mới cho trụ sở tại Mỹ phát triển các trò chơi nhắm vào thị trường Mỹ, tiếp tục các chiến dịch quảng cáo rầm rộ và bán Sonic the Hedgehog kèm với máy. Ban giám đốc Nhật Bản ban đầu không tán thành kế hoạch này,  nhưng Nakayama chấp thuận cả bốn điểm, ông nói với Kalinske, "Tôi đã thuê anh, để đưa ra quyết định cho châu Âu và châu Mỹ, vì vậy hãy tiếp tục thực hiện và hoàn thành nó." Tạp chí ca ngợi Sonic là một trong những trò chơi tuyệt vời nhất từng được tạo ra và hệ máy của Sega, cuối cùng đã có thể ngẩng cao đầu khi những khách hàng trong thời gian chờ đợi Super Nintendo Entertainment System (SNES) ra mắt đã quyết định mua Genesis thay thế. Tuy nhiên, việc phát hành một tiện ích bổ sung dựa trên CD cho Genesis, Sega CD (hay còn gọi là Mega-CD bên ngoài Bắc Mỹ), đã gây thất vọng về mặt thương mại.
Sega cũng có kinh nghiệm thành công với các trò chơi arcade. Vào năm 1992 và 1993, máy Sega Model 1 mới đã giới thiệu Virtua Racing và Virtua Fighter (trò chơi đối kháng 3D đầu tiên) của Sega AM2, đóng vai trò quan trọng trong việc phổ biến đồ họa đa giác 3D. Đặc biệt, Virtua Fighter nhận nhiều lời khen ngợi vì sơ đồ điều khiển ba nút đơn giản, với chiến lược đến từ sự khác biệt, có thể quan sát trực quan giữa các nhân vật, mang lại cảm giác và hành động khác nhau chứ không phải là các combo màu mè của các đối thủ chọn hình ảnh hai chiều. Mặc dù phần tạo hình thô của nhân vật có ít hơn 1.200 polygons - nhưng phần hình ảnh và mô tả thực tế sinh động của Virtua Fighter lại hiện diện sống động như thật, phần này không thể thực hiện khi làm với các sprites. Model 1 là một bo mạch đắt tiền và việc đưa các bản phát hành trò chơi lên Genesis đòi hỏi nhiều tài nguyên phần cứng hơn. Một số lựa chọn thay thế đã giúp đưa các trò chơi arcade mới nhất của Sega lên máy, chẳng hạn như chip Sega Virtua Processor sử dụng cho Virtua Racing, và cuối cùng là add-on Sega 32X.

### Phát triển
Quá trình phát triển của Saturn được giám sát bởi Sato Hideki, giám đốc và phó tổng giám đốc phòng nghiên cứu và phát triển của Sega. Theo quản lý dự án Sega Hideki Okamura, dự án Saturn đã bắt đầu hơn hai năm trước khi hệ máy này trưng bày tại Tokyo Toy Show vào tháng 6 năm 1994. Tên "Saturn" là tên mã của máy trong quá trình phát triển tại Nhật Bản, nhưng nó cũng được chọn làm tên sản phẩm chính thức. Computer Gaming World vào tháng 3 năm 1994 đã đưa ra tin đồn "Sega Saturn... sẽ phát hành tại Nhật Bản trước khi hết năm" với giá 250- 300USD.
Năm 1993, Sega và công ty điện tử Nhật Bản Hitachi thành lập một liên doanh để phát triển CPU mới cho Saturn, kết quả là tạo ra "SuperH RISC Engine" (hoặc SH-2) vào cuối năm đó. Thiết kế Saturn xoay quanh cấu hình SH2 kép. Theo Hamada Kazuhiro, trưởng bộ phận phát triển Saturn của Sega trong quá trình hình thành máy, "chọn SH-2vì lý do chi phí và hiệu quả. Con chip này có hệ thống tính toán tương tự DSP [bộ xử lý tín hiệu số], nhưng chúng tôi nhận ra một CPU sẽ không đủ để đo lường trong thế giới 3D."  Mặc dù thiết kế của Saturn phần lớn đã hoàn thành trước khi kết thúc năm 1993, có báo cáo vào đầu năm 1994, các tính năng kỹ thuật phía bên Sony khi sắp ra mắt máy PlayStation, nhắc đến Sega có một bộ xử lý hiển thị video (VDP) để cải thiện của hệ thống hiệu suất 2D và kết cấu-lập bản đồ. Các phiên bản phần cứng Saturn dựa trên CD-ROM chỉ được xem xét để phát hành đồng thời trong quá trình phát triển, nhưng ý tưởng này đã bị loại bỏ do lo ngại về chất lượng thấp hơn và giá bán trò chơi dựa trên băng cao hơn.
Theo Kalinske, Sega of America "đã chiến đấu chống lại cấu trúc của Saturn trong một thời gian khá dài". Tìm kiếm một chip đồ họa thay thế cho Saturn, Kalinske đã cố gắng môi giới một thỏa thuận với Silicon Graphics, nhưng Sega của Nhật Bản đã từ chối đề xuất này. Silicon Graphics sau đó hợp tác với Nintendo trên Nintendo 64. Kalinske, Olaf Olafsson của Sony Electronic Publishing, và Micky Schulhof của Sony America đã thảo luận về một liên doanh "hệ thống phần cứng Sega / Sony", mà sẽ không bao giờ đơm hoa kết trái do Sega muốn tạo ra phần cứng có thể chứa cả hình ảnh 2D và 3D trong khi khái niệm cạnh tranh của Sony lúc này là tập trung vào công nghệ 3D. Kalinske công khai bảo vệ thiết kế của Saturn: "Chúng tôi cảm thấy người chơi cần một hệ máy có tính năng đa xử lý để có thể đem về nhà những gì chúng tôi sẽ làm trong năm tới." 
Năm 1993, Sega tái cấu trúc các phòng nội bộ của mình để chuẩn bị ra mắt Saturn. Để đảm bảo các trò chơi 3D chất lượng cao sẽ sớm xuất hiện trên Saturn và cũng nhằm tạo ra một môi trường làm việc năng động hơn, các nhà phát triển của Sega đã được yêu cầu tạo ra các trò chơi console. Các đội mới, chẳng hạn như đội ngũ phát triển Panzer Dragoon, Andromeda, thành lập trong thời gian này.
Vào tháng 1 năm 1994, Sega bắt đầu phát triển một tiện ích bổ sung cho Genesis, Sega 32X, sẽ đóng vai trò là một nước đi ít tốn kém hơn khi bước vào kỷ nguyên 32 bit. Nakayama quyết định tạo ra tiện ích bổ sung và các nhân viên của Sega of America hỗ trợ nhiệt tình. Theo nhà cựu sản xuất Sega of America là Scot Bayless, Nakayama đã lo lắng Saturn sẽ không kịp xuất hiện cho đến sau năm 1994 và Atari Jaguar phát hành gần đây sẽ làm giảm doanh số phần cứng của Sega. Do đó, Nakayama đã ra lệnh cho các kỹ sư của mình chuẩn bị ra mắt máy vào cuối năm đó. 32X sẽ không tương thích với Saturn, nhưng giám đốc điều hành của Sega, Richard Brudvik-Lindner, chỉ ra 32X sẽ chơi các trò chơi Genesis và có hệ thống kiến trúc giống như Saturn. Điều này chứng minh bằng tuyên bố của Sega cả hai nền tảng sẽ chạy cùng lúc, 32X sẽ nhắm vào những người chơi không đủ khả năng mua Saturn đắt tiền hơn. Theo Joe Miller, người đứng đầu nghiên cứu và phát triển Sega của Mỹ, 32X đóng vai trò hỗ trợ các nhóm phát triển làm quen với kiến trúc SH-2 kép cũng sử dụng trong Saturn. Bởi vì cả hai máy đều chia sẻ nhiều bộ phận giống nhau và chuẩn bị ra mắt cùng thời gian, làm  nổi lên căng thẳng giữa Sega of America và Sega of Japan khi Saturn lại được ưu tiên hơn.

### Phát hành
Sega phát hành Saturn tại Nhật Bản vào ngày 22 Tháng 11 năm 1994, với mức giá ¥ 44,800. Virtua Fighter, một phiên bản trò chơi arcade nổi tiếng, được bán với tỷ lệ gần như một một với Saturn khi ra mắt và mang tính quan trọng đối với thành công ban đầu của máy tại Nhật Bản.  Mặc dù Sega muốn máy ra mắt cùng với Clockwork Knight và Panzer Dragoon, trò chơi của bên thứ nhất khác có sẵn khi ra mắt lại là Wan Chai Connection. Nhờ độ phổ biến của Virtua Fighter, lô hàng ban đầu gồm 200.000 máy Saturn đã bán hết trong ngày đầu tiên. Sega đã đợi cho đến ngày 3 tháng 12 khi PlayStation ra mắt để xuất xưởng thêm nhiều máy; Khi cả hai để cạnh nhau, Saturn tỏ ra nổi trội hơn.
Trong khi đó, Sega đã phát hành 32X vào ngày 21 tháng 11 năm 1994 tại Bắc Mỹ, ngày 3 tháng 12 năm 1994 tại Nhật Bản và tháng 1 năm 1995 tại các vùng hệ PAL và bán với giá thấp hơn một nửa so với mức giá khởi động của Saturn. Tuy nhiên, sau kỳ nghỉ lễ, sự quan tâm của khách hàng với 32X nhanh chóng giảm xuống. Nửa triệu máy Saturn đã bán ra tại Nhật Bản vào cuối năm 1994 (so với 300.000 máy PlayStation), và doanh số vượt 1 triệu trong vòng sáu tháng sau đó. Có nhiều báo cáo mâu thuẫn cho thấy PlayStation có tỷ lệ bán cao hơn và dần bắt đầu vượt qua Saturn về doanh số trong năm 1995. Sony thu hút nhiều nhà phát triển bên thứ ba vào PlayStation với giấy phép chỉ $ 10, kèm theo bộ công cụ phát triển trò chơi tuyệt vời và giới hạn thời gian đặt hàng từ 7 đến 10 ngày cho phép các nhà sản xuất trò chơi đáp ứng nhu cầu hiệu quả hơn so với 10 đến 12 tuần đối với hộp băng, vốn là tiêu chuẩn trong ngành công nghiệp trò chơi điện tử của Nhật Bản trước đây.
Vào tháng 3 năm 1995, Tom Kalinske, CEO của Sega of America tuyên bố Saturn sẽ phát hành tại Mỹ vào "Saturnday" (nhại theo Saturday - Thứ Bảy) ngày 2 tháng 9 năm 1995. Tuy nhiên, Sega của Nhật Bản đã bắt phải ra mắt sớm hơn để lấy lợi thế so với PlayStation. Tại Triển lãm Giải trí Điện tử (E3) đầu tiên ở Los Angeles vào ngày 11 tháng 5 năm 1995, Kalinske đã trình bày bài phát biểu quan trọng trong đó ông tiết lộ giá phát hành là 399 đô la Mỹ (bao gồm một bản sao của Virtua Fighter), và mô tả các tính năng của máy. Kalinske cũng tiết lộ mức giá này là do "nhu cầu tiêu dùng cao", Sega đã chuyển 30.000 máy Saturn cho  Toys "R" Us, Babbage's, Electronics Boutique, và Software Etc để phát hành ngay lập tức. Thông báo này khiến các nhà bán lẻ nổi giận, những người không biết thông báo về việc phát hành bất ngờ, bao gồm Best Buy và Walmart;  KB Toys đã phản ứng mạnh bằng cách bỏ Sega khỏi kệ sắp ra mắt. Sony sau đó tiết lộ giá bán lẻ PlayStation cho Olaf Olafsson, người đứng đầu Sony Computer Entertainment America (SCEA), và Steve Race lên sân khấu, với một câu phát biểu duy nhất "$299", và sau đó bỏ xuống với màn vỗ tay vang dội . Việc phát hành Saturn ở Châu Âu cũng trước ngày công bố ở Bắc Mỹ, ngày 8 tháng 7 năm 1995, với mức giá 399,99 bảng Anh. Các nhà bán lẻ và báo chí châu Âu không có thời gian để quảng cáo máy hoặc trò chơi, gây tổn hại đến doanh số. PlayStation ra mắt tại châu Âu vào ngày 29 tháng 9 năm 1995; vào tháng 11, bán chạy hơn Saturn lên đến hệ số ba tại Vương quốc Anh, nơi Sony đã vung 20 triệu bảng Anh để tiếp thị trong mùa lễ so với 4 triệu bảng Anh của Sega.
Màn ra mắt tại Mỹ của Saturn đi kèm với một chiến dịch quảng cáo trị giá 50 triệu đô la, in trên các các ấn phẩm bán chạy như Wired và Playboy. Quảng cáo sớm này nhắm đến đối tượng người lớn, trưởng thành hơn so với quảng cáo Sega Genesis. Do bị ra mắt sớm, Saturn chỉ có sáu trò chơi có sẵn (tất cả đều do Sega phát hành) vì hầu hết các trò chơi của bên thứ ba dự kiến sẽ phát hành vào ngày ra mắt. Sự thiếu phổ biến tương đối của Virtua Fighter ở phương Tây, kết hợp với lịch phát hành chỉ có hai trò chơi giữa lần ra mắt bất ngờ vào tháng 9 năm 1995, ngăn Sega tận dụng thời gian vàng. Trong vòng hai ngày kể từ ngày ra mắt 9 tháng 9 năm 1995 tại Bắc Mỹ, PlayStation (được hỗ trợ bởi một chiến dịch tiếp thị lớn) đã bán nhiều máy hơn Saturn bán trong năm tháng sau màn ra mắt bất ngờ, với gần như toàn bộ lô hàng ban đầu gồm 100.000 máy bán trước và phần còn lại sẽ bán ra trên khắp nước Mỹ.
Một bản chuyển chất lượng cao Ridge Racer của Namco đóng góp không ít vào thành công ban đầu của PlayStation, và làm hài lòng các phương tiện truyền thông hơn so với Daytona USA của Saturn, bị coi là thua kém so với phiên bản arcade trước. Namco, một đối thủ cạnh tranh lâu năm với Sega, cũng tiết lộ bảng mạch arcade Namco System 11, dựa trên phần cứng thô của PlayStation. Mặc dù System 11 kém hơn về mặt kỹ thuật so với  Model 2 của Sega, nhưng mức giá thấp hơn khiến nó trở nên hấp dẫn với các máy arcade nhỏ hơn. Sau khi đón nhận các nhà phát triển cho Sega vào năm 1994, Namco đã phát hành Tekken cho System 11 và PlayStation. Chỉ đạo bởi Ishii Seiichi, nhà cựu thiết kế Virtua Fighter, Tekken mang lối chơi cơ bản tương tự, nhưng bổ sung các kết cấu chi tiết và tốc độ khung hình gấp đôi. Tekken vượt Virtua Fighter về mức độ phổ biến nhờ đồ họa vượt trội và độ chuyển thể gần như hoàn hảo, trở thành trò chơi PlayStation doanh số triệu đô đầu tiên.
Vào ngày 2 tháng 10 năm 1995, Sega tuyên bố giảm giá Saturn xuống $299. Các phiên bản chuyển thể chất lượng cao của Sega Model 2 như Sega Rally Championship, Virtua Cop, và Virtua Fighter 2 (chạy tốc độ 60 khung hình mỗi giây ở độ phân giải cao)  ra mắt vào cuối năm và thường được coi là vượt trội so với các đối thủ trên PlayStation. Mặc dù có sự gia tăng doanh số trong kỳ nghỉ lễ năm 1995, các trò chơi không đủ để áp đảo PlayStation. Đến năm 1996, PlayStation có một thư viện trò chơi lớn hơn đáng kể so với Saturn, mặc dù Sega hy vọng sẽ tạo ra sự quan tâm với các trò chơi độc quyền như Nights into Dreams. Một cuộc khảo sát không chính thức về các nhà bán lẻ cho thấy Saturn và PlayStation đã bán số lượng gần bằng nhau trong quý đầu năm 1996. Trong năm đầu tiên, PlayStation chiếm hơn 20% toàn bộ thị trường trò chơi ở Mỹ. Vào ngày đầu tiên của triển lãm E3 tháng 5 năm 1996, Sony tuyên bố giảm giá PlayStation xuống còn 199 đô la, một động thái phản ứng với việc phát hành Model 2 Saturn tại Nhật Bản với mức giá tương đương 199 đô la. Vào ngày thứ hai, Sega tuyên bố sẽ giữ nguyên mức giá này, mặc cho việc dù sản xuất phần cứng Saturn đắt hơn.

### Những hay đổi tại Sega
—Bernie Stolar, khi tham gia Sega of America.
Bất chấp sự ra mắt của PlayStation và Saturn, doanh số của các trò chơi và máy chơi trò chơi 16 bit vẫn tiếp tục chiếm 64% thị trường video trò chơi vào năm 1995. Sega đánh giá thấp sự phổ biến của Genesis và không chịu trữ hàng để đáp ứng nhu cầu. Sega đã có thể chiếm 43% thị phần của thị trường trò chơi tại Mỹ và bán hơn 2 triệu máy Genesis vào năm 1995, nhưng Kalinske ước tính "chúng tôi có thể đã bán thêm 300.000 máy Genesis khác vào tháng 11 / 12." Quyết định của Nakayama tập trung vào Saturn hơn là Genesis, dựa trên hiệu suất tương đối tại Nhật Bản, là yếu tố chính trong tính toán sai lầm này.
Do những bất đồng lâu nay với Sega of Japan, Kalinske mất phần lớn sự quan tâm đến công việc của mình với tư cách là CEO của Sega of America. Vào mùa xuân năm 1996, có tin đồn  Kalinske đã lên kế hoạch rời Sega, và một bài báo ngày 13 tháng 7 trên báo chí cho biết Sega of Japan lên kế hoạch thay đội ngũ quản lý của Sega of America. Vào ngày 16 tháng 7 năm 1996, Sega tuyên bố Irimajiri Shoichiro được bổ nhiệm làm chủ tịch và CEO của Sega of America, trong khi Kalinske sẽ rời Sega sau ngày 30 tháng 9. Cựu giám đốc của Honda, Irimajiri đã tích cực tham gia với Sega of America kể từ khi gia nhập Sega vào năm 1993. Sega cũng tuyên bố David Rosen và Nakayama đã từ chức khỏi vị trí chủ tịch và đồng chủ tịch của Sega of America, mặc dù cả hai người vẫn ở lại công ty. Bernie Stolar, cựu giám đốc điều hành của Sony Computer Entertainment of America, được cất nhắc lên phó chủ tịch điều hành của Sega of America phụ trách phát triển sản phẩm và quan hệ với bên thứ ba.  Stolar là người đã sắp xếp hợp đồng Mortal Kombat 3 độc quyền trong sáu tháng cho PlayStation và giúp xây dựng mối quan hệ chặt chẽ với Electronic Arts khi còn làm cho Sony, các quan chức của Sega coi ông là tài sản lớn. Cuối cùng, Sega of America lên kế hoạch mở rộng kinh doanh phần mềm PC. 
Stolar không ủng hộ Saturn vì ông tin phần cứng bị thiết kế kém và tuyên bố công khai tại E3 1997 "Saturn không phải là tương lai của chúng tôi". Trong khi Stolar "không quan tâm đến việc nói dối với mọi người" về triển vọng của Saturn, ông tiếp tục đấy mạnh các trò chơi chất lượng cho máy, và sau đó phản ứng "chúng tôi đã cố gắng làm cho nó tốt hết mức có thể cho người tiêu dùng."  Tại Sony, Stolar phản đối việc bản địa hóa một số trò chơi PlayStation Nhật Bản mà ông cảm thấy sẽ không thể hiện tốt ở Bắc Mỹ, và ủng hộ chính sách tương tự cho Saturn trong thời gian làm cho Sega, mặc dù sau đó ông đã tìm cách chối bỏ điều này. Những thay đổi này đi kèm với một hình ảnh nhẹ nhàng hơn mà Sega miêu tả trong quảng cáo, bao gồm cả việc xóa từ thét lên "Sega!" và tổ chức các sự kiện báo chí cho ngành giáo dục. Tiếp thị cho Saturn ở Nhật Bản cũng thay đổi với việc giới thiệu "Segata Sanshiro" (do Fujioka Hiroshi thủ vai) là một nhân vật trong loạt quảng cáo trên TV bắt đầu từ năm 1997; nnhân vật cuối cùng sẽ đóng vai chính trong một trò chơi điện tử trên Saturn.
Tạm thời từ bỏ phát triển arcade, người đứng đầu Sega AM2, Suzuki Yu, bắt đầu phát triển một số trò chơi độc quyền, bao gồm cả một trò chơi nhập vai trong loạt Virtua Fighter. Ban đầu hình thành dưới dạng nguyên mẫu vô danh "The Old Man và Peach Tree" và dự định giải quyết các sai sót của trò chơi nhập vai Nhật Bản đương đại (như các nhân vật NPC không thông minh, có thói quen lập đi lập lại), Virtua Fighter RPG phát triển thành một kế hoạch với 11 một phần, 45 giờ "trả thù theo cách sử thi như điện ảnh Trung Quốc truyền thống", mà Suzuki hy vọng sẽ trở thành ứng dụng sát thủ của Saturn. Trò chơi cuối cùng phát hành dưới cái tên Shenmue cho phiên bản kế vị của Saturn, Dreamcast.

### Hủy bỏSonic X-treme

Ảnh chụp màn hình phiên bản Sonic X-treme của Chris Senn và Ofer Alon. Việc hủy bỏ trò chơi và thiếu nền tảng 3D hoàn toàn của Sonic the Hedgehog, bị coi là một yếu tố quan trọng trong thất bại thương mại của Saturn.

Khi Sonic Team đang làm việc trên Nights into Dreams, Sega giao nhiệm vụ cho Sega Technical Institute (STI) có trụ sở tại Mỹ với việc phát triển những gì sẽ là trò chơi 3D hoàn toàn đầu tiên trong loạt Sonic the Hedgehog nổi tiếng. Sonic X-treme, đã chuyển lên Saturn sau khi một số nguyên mẫu cho phần cứng khác (bao gồm cả 32X) bị loại bỏ. Trò chơi có hệ thống camera ống kính mắt cá xoay với các cấp độ với chuyển động của Sonic. Sau khi Nakayama yêu cầu làm lại trò chơi xung quanh bộ động cơ tạo ra các trận đấu trùm, các nhà phát triển đã buộc phải làm việc từ 16 đến 20 giờ mỗi ngày để đáp ứng thời hạn là tháng 12 năm 1996. Nhiều tuần phát triển nhưng không có kết quả gì sau khi Stolar hủy bỏ quyền của STI trong dự án Nights into Dreams của Sonic Team sau tối hậu thư của lập trình viên trò chơi Nights là NakaYuji. Sau khi lập trình viên Ofer Alon nghỉ việc và các nhà thiết kế Chris Senn và Chris Coffin bị bệnh, dự án bị hủy bỏ vào đầu năm 1997. Sonic Team bắt đầu làm việc với một trò chơi Sonic 3D gốc cho Saturn, nhưng quá trình phát triển đã chuyển sang Dreamcast và trò chơi trở thành Sonic Adventure. STI đã bị giải tán vào năm 1996 do những thay đổi trong cách quản lý tại Sega of America.
Các nhà báo và người hâm mộ đã suy đoán về tác động của X-treme có thể xuất hiện trên thị trường. David Houghton của GamesRadar đã mô tả viễn cảnh "một trò chơi 3D Sonic hay " trên Saturn là tình huống "Sẽ thế nào nếu tình huống này...nó khủng ngang tầm với việc như là loài khủng long chưa từng bị tuyệt chủng vậy". IGN của Travis Fahs gọi X-treme là "bước ngoặt để đời, không chỉ đối với linh vật của Sega và thế hệ máy trò chơi 32-bit của họ, mà còn đối với toàn bộ công ty", nhưng lưu ý các trò chơi bị coi như là "một khoang tàu trống cho những tham vọng của Sega và hy vọng của người hâm mộ ". Dave Zdyrko, người điều hành một trang web hâm mộ Saturn nổi bật trong suốt vòng đời của hệ máy, nói: "Tôi không biết liệu [ X-treme ] có thể cứu Saturn không, nhưng...Sonic đã giúp tạo ra Genesis và gần như không có lý giải gì cho việc tại sao không có một tựa Sonic mới nào sẵn sàng khi [Saturn] ra mắt". Trong bản hồi cứu năm 2007, nhà sản xuất Mike Wallis khẳng định X-treme "chắc chắn sẽ có khả năng cạnh tranh" với Super Mario 64 của Nintendo. Next Generation báo cáo vào cuối năm 1996 X-treme gây tổn hại đến danh tiếng của Sega nếu nó không chịu đựng nỗi độ cạnh tranh đương đại.  Naka cho biết ông cảm thấy nhẹ nhõm khi nó bị hủy bỏ, cảm thấy trò chơi không có triển vọng.

### Bị từ chối
Từ năm 1993 đến đầu năm 1996, mặc dù doanh thu sụt giảm một phần do sự phát triển chậm của toàn ngành,  công ty vẫn giữ quyền kiểm soát 38% thị trường video trò chơi ở Mỹ (so với 30% của Nintendo và 24% của Sony). 800.000 máy PlayStation đã bán ở Mỹ vào cuối năm 1995, so với 400.000 máy Saturn.  Một phần do cuộc chiến giá cả gay gắt,  PlayStation đã bán chạy hơn Saturn một hai lần vào năm 1996, trong khi doanh số 16 bit của Sega giảm rõ rệt.  Đến cuối năm 1996, PlayStation đã bán 2,9 triệu máy tại Mỹ, gấp hơn 1,2 triệu máy Saturn bán ra. Gói "Three Free" Giáng sinh năm 1996, kết hợp Saturn với Daytona USA, Virtua Fighter 2 và Virtua Cop, đã thúc đẩy doanh số bán hàng một cách đáng kể nhằm đảm bảo Saturn vẫn là đối thủ cạnh tranh xứng đáng vào năm 1997.
Tuy nhiên, Saturn lại thất bại trong việc dẫn đầu. Sau khi Nintendo 64 ra mắt năm 1996, doanh số của Saturn và các trò chơi của nó giảm mạnh,  trong khi PlayStation bán chạy hơn Saturn theo tỷ lệ ba-một tại Mỹ vào năm 1997. Bản phát hành Final Fantasy VII năm 1997 đã làm tăng đáng kể mức độ phổ biến của PlayStation tại Nhật Bản.  Tính đến tháng 8 năm 1997, Sony kiểm soát 47% thị trường console, Nintendo 40% và Sega chỉ 12%. Cả việc giảm giá cũng như phát hành trò chơi cao cấp đều tỏ ra hữu ích. Phản ánh nhu cầu của hệ máy giảm, các chuyến hàng Saturn trên toàn thế giới trong suốt từ tháng 3 đến tháng 9 năm 1997 đã giảm từ 2,35 triệu xuống còn 600.000 so với cùng kỳ năm 1996; lô hàng ở Bắc Mỹ giảm từ 800.000 xuống còn 50.000. Do hiệu suất kém ở Bắc Mỹ, 60 trong số 200 nhân viên của Sega of America đã bị sa thải vào mùa thu năm 1997.
—Bernie Stolar, cựu chủ tịch Sega of America đưa ra đánh giá của ông về Saturn, năm 2009.
Do tình hình tài chính xấu đi của Sega, Nakayama đã từ chức chủ tịch vào tháng 1 năm 1998 theo ý của Irimajiri. Stolar sau đó làm chủ tịch của Sega of America.  Sau năm năm lợi nhuận thường giảm,  trong năm tài chính kết thúc vào ngày 31 tháng 3 năm 1998, Sega phải chịu khoản lỗ đầu tiên và hợp nhất tài chính kể từ khi niêm yết năm 1988 trên Sàn giao dịch chứng khoán Tokyo. Do doanh số sản phẩm tiêu dùng giảm 54,8% (bao gồm giảm 75,4% ở nước ngoài), công ty đã báo cáo khoản lỗ ròng 43,3 tỷ Yên (327,8 triệu USD) và lỗ ròng hợp nhất 35,6 tỷ Yên (269,8 triệu USD).
Ngay trước khi tuyên bố thua lỗ tài chính, Sega tuyên bố ngừng cung cấp Saturn ở Bắc Mỹ để chuẩn bị cho sự ra mắt hệ máy kế nhiệm.  Chỉ có 12 trò chơi Saturn phát hành ở Bắc Mỹ vào năm 1998 (Magic Knight Rayearth là bản phát hành chính thức cuối cùng), so với 119 vào năm 1996. Saturn sẽ tồn tại lâu hơn ở Nhật Bản và Châu Âu. Tin đồn về Dreamcast lan truyền, chủ yếu bởi chính Sega bị rò rỉ tin tức trước khi các trò chơi Saturn cuối cùng được phát hành. Dreamcast phát hành vào ngày 27 tháng 11 năm 1998 tại Nhật Bản và ngày 9 tháng 9 năm 1999 tại Bắc Mỹ. Quyết định chính thức rời khỏi thị trường phương Tây mà không có bất kỳ trò chơi nào trong hơn một năm. Sega chịu thêm 42.881 tỷ lỗ ròng hợp nhất trong năm tài chính kết thúc vào tháng 3 năm 1999, và công bố kế hoạch loại bỏ 1.000 việc làm, gần một phần tư lực lượng lao động của hãng.
Doanh số Saturn trên toàn thế giới bao gồm số tiền sau đây ở mỗi lãnh thổ: 5,75 triệu tại Nhật Bản (vượt qua doanh số 3,58 triệu của Genesis), 1,8 triệu ở Mỹ, 1 triệu ở Châu Âu và 530.000 ở nơi khác.  Với doanh số trọn đời 9,26 triệu máy, Saturn bị coi là một thất bại thương mại,  mặc dù tại Nhật Bản cơ bản đã vượt qua 5,54 triệu máy Nintendo 64. Việc thiếu hàng để phân phối là một yếu tố quan trọng góp phần vào sự thất bại của Saturn, sự ra mắt bất ngờ đã làm tổn hại danh tiếng của Sega với các nhà bán lẻ quan trọng. Ngược lại, sự chậm trễ lâu dài của Nintendo trong việc phát hành một hệ máy 3D và thiệt hại gây ra cho danh tiếng của Sega bởi các tiện ích bổ sung hỗ trợ kém cho Genesis là yếu tố chính cho phép Sony có chỗ đứng trên thị trường. 

## Thông số kỹ thuật
| Hitachi SH-2                     | Bộ xử lý âm thanh Saturn                  | Motorola 68EC000   |
| Hitachi SH-2                     | Bộ xử lý âm thanh tùy chỉnh Saturn (SCSP) | Motorola 68EC000   |
| Bộ xử lý hiển thị video 1        | Bộ xử lý hiển thị video 2                 | Bo mạch chủ Saturn |
| Bộ xử lý hiển thị video 1 (VDP1) | Bộ xử lý hiển thị video 2 (VDP2)          | Bo mạch chủ Saturn |

Với tổng cộng tám bộ xử lý  bộ xử lý trung tâm chính của Saturn là hai bộ vi xử lý Hitachi SH-2 có xung nhịp 28,6 MHz và có xung năng 56 MIPS. Dùng Motorola 68EC000 chạy 11.3 MHz để điều khiển âm thanh; chip xử lý âm thanh tùy chỉnh với Yamaha FH1 DSP tích hợp chạy ở 22.6 MHz  có khả năng lên tới 32 kênh âm thanh với cả kênh FM và PCM 16 bit sampling ở tốc độ tối đa 44,1 kHz; và hai bộ xử lý hiển thị video, VDP1 (xử lý các họa tiết, kết cấu và đa giác) và VDP2 (xử lý nền). Ổ đĩa CD-ROM tốc độ gấp đôi được điều khiển bởi bộ xử lý chuyên dụng Hitachi SH-1 nhằm giảm thời gian tải. Bộ điều khiển hệ thống (SCU), điều khiển tất cả các bus và có chức năng như một bộ xử lý đồng bộ của CPU chính SH-2, có DSP tích hợp chạy ở 14.3 MHz. Saturn có một khe cắm thẻ để mở rộng bộ nhớ, 16 Mbit bộ nhớ đệm (RAM), 12 Mbit video RAM, 4 Mbit RAM cho các chức năng âm thanh, 4 Mbit CD RAM đệm và 256 Kbit (32 KB) của RAM pin dự phòng. Đầu ra video được cung cấp bởi cáp AV âm thanh nổi, hiển thị ở độ phân giải từ 320 × 224 đến 704 × 224 pixel, và có thể hiển thị đồng thời lên đến 16,77 triệu màu. Saturn có kích thước  260 mm × 230 mm × 83 mm (10,2 in × 9,1 in × 3,3 in). Máy bán kèm theo hướng dẫn sử dụng, một tay cầm, cáp AV âm thanh nổi và bộ nguồn 100 V AC, với mức tiêu thụ điện khoảng 15W.  
—Suzuki Yu phản ánh quá trình phát triển Virtua Fighter trên Saturn  
Thiết kế của Saturn đem lại những bình luận trái chiều giữa các nhà phát triển và nhà báo. Next Generation trích dẫn vào tháng 12 năm 1995, mô tả Saturn là "cỗ máy mã hóa thực sự" cho "những người mê đắm thật sự vào việc hack phần cứng", với "tính linh hoạt hơn" và "sức mạnh có tính toán hơn PlayStation". Bảng mạch âm thanh được ca ngợi. Ngược lại, Ezra Dreisbach, lập trình viên Lobotomy Software mô tả Saturn chậm hơn đáng kể so với PlayStation, trong khi Eno Kenji của WARP chỉ quan sát thấy sự khác biệt nhỏ. Cụ thể, Dreisbach chỉ trích việc sử dụng tứ giác nguyên thủy hình học cơ bản của Saturn, trái ngược với tam giác của PlayStation và Nintendo 64 đưa ra. Ken Humphries của Time Warner Interactive nhận xét so với PlayStation, Saturn kém hơn trong việc tạo ra các đa giác nhưng tốt hơn ở các sprite. Sự phát triển của bên thứ ba ban đầu bị cản trở do thiếu các thư viện phần mềm và công cụ phát triển hữu ích, đòi hỏi các nhà phát triển phải viết bằng hợp ngữ. Trong quá trình phát triển Saturn, lập trình hợp ngữ có thể giúp tăng tốc độ từ hai đến năm lần so với các ngôn ngữ cấp cao hơn như ngôn ngữ lập trình C.
Saturn có phần cứng ấn tượng về mặt kỹ thuật tại thời điểm phát hành, nhưng sự phức tạp của nó khiến việc khai thác sức mạnh này trở nên khó khăn đối với các nhà phát triển đã quen với lập trình thông thường. Nhược điểm lớn nhất là cả hai CPU đều dùng chung một bus và không thể truy cập bộ nhớ hệ thống cùng một lúc. Tận dụng triệt để 4 KB bộ nhớ đệm trong mỗi CPU là việc rất quan trọng để duy trì hiệu suất. Ví dụ: Virtua Fighter đã sử dụng một CPU cho mỗi nhân vật, trong khi Nights sử dụng một CPU cho môi trường 3D và cái còn lại cho các đối tượng 2D. Bộ xử lý hiển thị trực quan 2 (VDP2), có thể tạo và thao tác nền, cũng coi là một trong những tính năng quan trọng nhất của hệ thống.
Phần cứng Saturn cực kỳ khó mô phỏng. Sega đã trả lời các khiếu nại về việc khó khăn trong việc lập trình cho Saturn bằng cách viết các thư viện đồ họa mới được tuyên bố là giúp quá trình phát triển dễ dàng hơn. Sega of America cũng đã mua một công ty phát triển có trụ sở tại nước Anh, Cross Products, để sản xuất hệ thống phát triển của Saturn.  Bất chấp những thách thức này, Giám đốc điều hành Treasure, Maegawa Masato, tuyên bố Nintendo 64 khó phát triển hơn so với Saturn. Jon Burton của Traveller's Tales cảm thấy trong khi PlayStation dễ dàng hơn "để bắt đầu  ... bạn nhanh chóng đạt đến giới hạn [của nó], trong khi phần cứng "phức tạp" của Saturn có khả năng "cải thiện tốc độ và giao diện của trò chơi khi tất cả sử dụng cùng nhau một cách chính xác". Một chỉ trích lớn là việc Saturn sử dụng các họa tiết 2D để tạo đa giác và mô phỏng không gian 3D. PlayStation sử dụng một thiết kế khác, hoàn toàn sử dụng kết xuất đa giác 3D dựa trên hình tam giác, không có hỗ trợ 2D trực tiếp. Do đó, một số nhà phân tích đã mô tả Saturn là một hệ máy 2D "cơ bản". Ví dụ, Steven L. Kent tuyên bố: "Mặc dù Nintendo và Sony đã có máy chơi trò chơi điện tử 3D thực sự, nhưng Sega đã có cỗ máy 2D hoạt động tốt với các đối tượng 3D nhưng không tối ưu hóa cho môi trường 3D."
| Bộ điều khiển Bắc Mỹ đầu tiên        | Tấm lót 3D       | Arcade Racer          |
| Bộ tay cầm điều khiển Bắc Mỹ Model 1 | Tay cầm 3D       | Arcade Racer          |
| Bộ điều khiển Bắc Mỹ thứ 2           | Sao Thổ đa nhiệm | Hộp mực dự phòng RAM  |
| Bộ tay cầm điều khiển Bắc Mỹ Model 2 | Saturn multitap  | Hộp băng dự phòng RAM |

Một số mẫu Saturn sản xuất tại Nhật Bản. Một bản cập nhật với màu xám nhạt (màu trắng là bản chính thức) đã phát hành ở mức ¥ 20.000 để giảm chi phí  và tăng sức hấp dẫn với phụ nữ và trẻ nhỏ. Hai bản phát hành bởi các bên thứ ba: Hitachi phát hành Hi-Saturn (một bản nhỏ hơn trang bị chức năng điều hướng xe hơi), trong khi JVC phát hành V-Saturn. Tay cầm Saturn có nhiều cách phối màu khác nhau để phù hợp với các kiểu máy khác nhau. Hệ thống cũng hỗ trợ một số phụ kiện. Tay cầm không dây dùng pin AA, sử dụng tín hiệu hồng ngoại để kết nối. Được thiết kế để hoạt động với Nights, Saturn 3D Pad bao gồm cả tay cầm điều khiển và cần analog định hướng. Sega cũng phát hành một số phiên bản arcade stick dưới dạng thiết bị ngoại vi, bao gồm Virtua Stick,  Virtua Stick Pro, Mission Analog Stick, và Twin Stick. Sega cũng tạo ra một thiết bị ngoại vi súng nhẹ, Virtua Gun, cho các trò chơi bắn súng như Virtua Cop và The Guardian, và Arcade Racer, một vô lăng cho các trò chơi đua xe. Play Cable cho phép kết nối hai máy chơi Saturn để chơi trò chơi nhiều người trên hai màn hình, trong khi đa nhiệm cho phép tối đa sáu người cùng chơi trên một máy. Thiết kế Saturn hỗ trợ tối đa 12 người chơi trên một máy, bằng cách sử dụng hai multitap. Khe RAM mở rộng bộ nhớ. Các phụ kiện khác bao gồm bàn phím, chuột, ổ đĩa mềm, và thẻ phim.
Giống như Genesis, Saturn có dịch vụ chơi trò chơi trên internet. Sega NetLink là một modem 28,8k phù hợp với khe cắm băng cho nhiều người chơi trực tiếp. Ở Nhật Bản, có thêm dịch vụ trả tiền-để-chơi. Nó cũng có thể được sử dụng để duyệt web, gửi email và trò chuyện trực tuyến.  Do NetLink phát hành trước bàn phím Saturn, Sega đã sản xuất một loạt đĩa CD chứa hàng trăm địa chỉ trang web để người chơi có thể duyệt bằng phím điều khiển. NetLink hoạt động với with Daytona USA, Duke Nukem 3D, Saturn Bomberman, Sega Rally, và Virtual On: Cyber Troopers. Năm 1995, Sega công bố một biến thể của Saturn có modem NetLink tích hợp với tên mã "Sega Pluto", nhưng không bao giờ phát hành.
Sega đã phát triển một bảng mạch arcade dựa trên phần cứng của Saturn, Sega ST-V (hoặc Titan), dự định như một sự thay thế hợp lý cho bảng mạch arcade Model 2 của Sega và là nơi thử nghiệm cho phần mềm Saturn sắp tới. Titan bị chỉ trích vì hiệu suất tương đối yếu bởi Sega AM2 của Suzuki Yu và bị bộ phận arcade của Sega sản xuất quá nhiều. Vì Sega đã có giấy phép cho tựa Die Hard, các thành viên của Sega AM1 làm việc tại Sega Technical Institute đã phát triển Die Hard Arcade cho Titan để xóa hàng tồn kho dư thừa. Die Hard trở thành trò chơi arcade Sega thành công nhất được sản xuất tại Mỹ vào thời điểm đó. Các trò chơi khác phát hành cho Titan bao gồm Golden Axe: The Duel và Virtua Fighter Kids.

## Thư viện trò chơi
Phần lớn thư viện của Saturn đến từ các chuyển thể arcade của Sega, bao gồm cả Daytona USA, The House of the Dead, Last Bronx, Sega Rally Championship, loạt Virtua Cop, loạt Virtua Fighter và Virtual-On. Chuyển thể của các trò chơi đối kháng 2D Capcom bao gồm Darkstalkers 3, Marvel Super Heroes vs. Street Fighter, và Street Fighter Alpha 3 gây chú ý vì trung thành với các đối tác arcade của họ.Sega AM2 phát triển Fighters Megamix cho Saturn chứ không phải cho arcade, kết hợp các nhân vật từ Fighting Vipers và Virtua Fighter mang lại đánh giá khá tích cực. Các trò chơi độc quyền Saturn được đánh giá cao bao gồm Panzer Dragoon Saga, Dragon Force, Guardian Heroes, Nights, Panzer Dragoon II Zwei, và Shining Force III.. Trò chơi PlayStation như  Castlevania: Symphony of the Night, Resident Evil, và Wipeout 2097 khi l, và Wipeout 2097cũ g nkchuyển lên Saturn nhận được các đánh giá khác nhau.  PowerSlave của Lobotomy Software đã giới thiệu một số đồ họa 3D ấn tượng nhất trên hệ máy, dẫn đầu cho việc Sega ký hợp đồng với họ để sản xuất các bản chuyển của Duke Nukem 3D và Quake. Việc Electronic Arts hạn chế hỗ trợ phát triển trò chơi bóng đá vào mùa thu năm 1996 cho Saturn và Sega, đã khiến Sony dẫn đầu thể loại thể thao, "Sega Sports" đã xuất bản các trò chơi thể thao Saturn bao gồm World Series Baseball và loạt Sega Worldwide Soccer. Với khoảng 600 trò chơi phát hành chính thức, thư viện của Saturn lớn gần gấp đôi so với Nintendo 64.

Ảnh chụp màn hình trong trò chơi điển hình NiGHTS into Dreams, chụp ở màn "Splash Garden"

Vì lý do hủy bỏ Sonic X-treme, Saturn thiếu đi trò chơi độc quyền Sonic the Hedgehog; thay vào đó, lại nhận một bản chuyển cải tiến đồ họa của Genesis là Sonic 3D Blast, bản biên tập lại của Sonic Jam, và một trò chơi đua xe,  Sonic R. Trò chơi platformer Bug! đã gây sự chú ý vì nhân vật chính là một linh vật tiềm năng cho Saturn, nhưng nó đã không thể như Sonic. Một trong những trò chơi quan trọng nhất, Sonic Team đã phát triển Nights into Dreams, một trò chơi bắn vật thể giành điểm số, mô phỏng cả niềm vui bay bổng và cảm giác thoáng qua của những giấc mơ. Cách chơi của Nights liên quan đến việc lái các con imp vô tính trong thần thoại, Nights, người chơi sẽ bay trên một máy bay 2D qua các màn chơi chia thành bốn phân đoạn. Các màn chơi sẽ lặp lại miễn là giới hạn thời gian trong trò chơi cho phép, bay qua hoặc vòng quanh các vật thể khác nhau liên tiếp sẽ kiếm thêm điểm. Mặc dù thiếu vắng môi trường 3D hoàn toàn như của Super Mario 64 của Nintendo, nhưng điểm nhấn của Nights về chuyển động không bị cản trở và các kỹ thuật nhào lộn duyên dáng đã cho thấy tiềm năng trước mắt của cần điều khiển analog. Burning Rangers của Sonic Team, một trò chơi phiêu lưu hành động hoàn toàn 3D  liên quan đến một đội lính cứu hỏa ngoài vũ trụ, đã giành nhiều lời khen về hiệu ứng và phong cách hình ảnh khác biệt, nhưng chỉ phát hành với số lượng hạn chế, do Saturn lúc này cũng đến ngưỡng thoái trào.
Một số trò chơi khiến Saturn trở nên phổ biến ở Nhật Bản, chẳng hạn như Grandia  và loạt Sakura Wars, chưa bao giờ phát hành ra ngoài do chính sách của Sega of America là không bản địa hóa dòng trò chơi nhập vai và các trò chơi khác của Nhật Bản, do lo ngại điều này có thể làm tổn hại danh tiếng của máy ở Bắc Mỹ. Mặc dù xuất hiện đầu tiên trên Saturn, các trò chơi như  Dead or Alive, Grandia, và Lunar: Silver Star Story Complete chỉ xuất hiện bản tiếng Anh trên PlayStation. Hãng Working Designs đã chuyển ngôn ngữ một số trò chơi Saturn của Nhật Bản nhưng do hiềm khích công khai giữa Bernie Stolar của Sega of America và chủ tịch của Working Designs, Victor Ireland, đã dẫn đến việc công ty chuyển sang bắt tay với PlayStation. Panzer Dragoon Saga được ca ngợi là trò chơi nhập vai hay nhất nhờ hình ảnh đẹp, cốt truyện mở và hệ thống chiến đấu độc đáo, nhấn mạnh chiến thuật xác định điểm yếu và khả năng "biến hình" các thuộc tính vật lý của nhân vật chính trong trận chiến - nhưng nhưng Sega đã phát hành quá ít, chỉ hơn 20.000 bản xuất ra thị trường bán lẻ ở Bắc Mỹ, đây là điều mà Levi Buchanan của IGN mô tả là một ví dụ về "sự tiễn đưa vô nghĩa" đặt dấu chấm hết Saturn. Tương tự, chỉ có phần đầu tiên trong ba phần của Shining Force III là phát hành bên ngoài Nhật Bản. Thư viện trò chơi của Saturn cũng bị chỉ trích vì thiếu phần tiếp theo của các trò chơi chủ lực của Sega như thời Genesis, với việc Sega of Japan hủy bỏ phần thứ ba của loạt Eternal Champions, trò chơi chủ lực của Sega of America, châm ngòi cho một cuộc tranh cãi lớn khác.
Các phiên bản chuyển thể sau đó bao gồm Guardian Heroes, Nights, và Shin Megami Tensei: Devil Summoner: Soul Hackers tiếp tục thu về những đánh giá tích cực. Do độ hiếm có, các trò chơi Saturn như Panzer Dragoon Saga và Radiant Silvergun đã được người hâm mộ tán dương. Do việc thất bại trong khâu quảng cáo và các hạn chế phần cứng, các trò chơi đáng lẽ ra phát hành cho Saturn như Resident Evil 2, Shenmue, Sonic Adventure, và Virtua Fighter 3 đã bị hủy và chuyển sang Dreamcast.

## Tiếp nhận và di sản
Vào thời điểm Saturn phát hành, Famicom Tsūshin đánh giá máy 24 điểm trên 40, cao hơn 19 trên 40 của PlayStation. Vào tháng 6 năm 1995, Dennis Lynch của Chicago Tribune và Albert Kim của Entertainment Weekly khen Saturn là hệ máy chơi trò chơi tiên tiến nhất thời đó; Lynch khen ổ đĩa CD-ROM tốc độ gấp đôi và "khả năng âm thanh vòm mạnh mẽ", Kim gọi Panzer Dragoon là một "bản anh hùng ca trữ tình và hào hứng" thể hiện tiềm năng công nghệ mới có thể "biến đổi" cả ngành công nghiệp. Vào tháng 12 năm 1995, Next Generation đã cho Saturn ba sao rưỡi trên năm, đánh giá cao hiệu quả tiếp thị và tính giải trí của Sega nhưng sự phức tạp của hệ máy lại là điểm yếu. Bốn nhà phê bình của Electronic Gaming Monthly tháng 12 năm 1996 Buyer's Guide đánh giá điểm cho Saturn lần lượt là 8, 6, 7 và 8 trên 10 và PlayStation 9, 10, 9, và 9. Đến tháng 12 năm 1998, những đánh giá của EGM lại trái chiều hơn, nhận xét việc thiếu các trò chơi chủ lực là một vấn đề lớn. Theo nhà phê bình Crispin Boyer của EGM, "Saturn là hệ máy duy nhất có thể khiến tôi hồi hộp trong một tháng và hoàn toàn làm tôi thất vọng ngay sau đó".
Đánh giá của mọi người đối với Saturn khá là nhiều ý kiến trái chiều, nhưng nói chung ca ngợi thư viện trò chơi. Theo Greg Sewart của 1UP.com, "Saturn sẽ đi vào lịch sử với tư cách là một trong những hệ máy rắc rối nhất và vĩ đại nhất mọi thời đại". Năm 2009, IGN đồng ý Saturn là máy chơi trò chơi hay nhất thứ 18 mọi thời đại, ca ngợi thư viện trò chơi độc đáo. Theo các nhà phê bình, "Trong khi Saturn thua cuộc khi thi đấu với cả Sony và Nintendo... thì Nights to Dreams, loạt Virtua Fighter và Panzer Dragoon là tất cả các ví dụ về những tựa trò chơi độc quyền khiến hệ máy được người hâm mộ yêu thích."  Edge lưu ý "những game thủ trung thành tiếp tục tưởng nhớ về hệ máy đã đem đến các trò chơi tuyệt phẩm như Burning Rangers, Guardian Heroes, Dragon Force và Panzer Dragoon Saga."  Trong năm 2015, Keith Stuart của The Guardian viết "Saturn có lẽ là hệ máy mạnh nhất về thể loại bắn súng 2D và các trò chơi chiến đấu, trong lịch sử máy chơi trò chơi điện tử".
Damien McFerran của Retro Gamer viết: 'Thậm chí ngày nay, bất chấp sự phổ biến của những thế hệ máy trò chơi tiếp theo và việc tái phát hành liên tục các trò chơi khác, Sega Saturn vẫn là một sự đầu tư đáng giá cho những người yêu thích phong cách chơi độc đáo." Adam Redsell của IGN đã viết "phong cách devil-may-care của [Sega] đối với sự phát triển trò chơi trong thời đại Saturn và Dreamcast, là điều mà chúng ta đơn giản không còn thấy bên ngoài bối cảnh trò chơi indie ngày nay nữa." Giám đốc của Necrosoft Games, Brandon Sheffield, cảm thấy "Saturn là điểm hạ cánh cho các trò chơi có nội dung quá 'người lớn', vì đây là hệ máy duy nhất cho phép xếp hạng nội dung 18+ rõ ràng ở Nhật Bản... Một số trò chơi, như Enemy Zero đã sử dụng điều này để đưa thể loại kinh dị lên một tầm cao mới, một bước quan trọng đối với việc mở rộng đối tượng  phục vụ." Sewart ca ngợi các trò chơi của bên thứ nhất là "khoảnh khắc tỏa sáng của Sega với tư cách là nhà phát triển trò chơi", cùng với màn thể hiện sáng tạo của Sonic Team và AM2 tạo ra nhiều bản arcade ấn tượng về mặt kỹ thuật. Ông cũng bình luận về những trò chơi phát hành độc quyền tại Nhật Bản, mà ông kết nối nó với sự bùng nổ tiếp theo của thị trường nhập khẩu trò chơi. Travis Fahs của IGN đã chỉ trích việc thiếu "ý tưởng mới" và "vài thương hiệu cao cấp quý giá", trái ngược với những gì ông mô tả là sản phẩm Dreamcast sáng tạo hơn.
Ban giám đốc của Sega bị chỉ trích yếu kém. McFerran cảm thấy nhân viên dưới quyền đã "mất liên lạc với cả nhu cầu của thị trường và ngành công nghiệp". Stolar cũng đã bị chỉ trích; theo Fahs, "Quyết định từ bỏ Saturn của Stolar khiến ông trở thành kẻ xấu đối với nhiều người hâm mộ Sega, nhưng... thà tập hợp lại còn hơn là tham gia vào trận chiến tiếp theo bị đánh đập và bầm tím. Dreamcast sẽ là sự cứu rỗi của Stolar." Stolar bảo vệ quyết định của mình, nói: "Tôi cảm thấy Saturn đang làm tổn thương công ty nhiều hơn là giúp đỡ. Đó là một trận chiến mà chúng ta sẽ không chiến thắng." Sheffield nói tứ giác khó hiểu của Saturn làm suy giảm sự hỗ trợ của bên thứ ba, nhưng vì "nVidia đã đầu tư vào các quads" ngay lúc đó, đã có" một khả năng" chúng có thể đã "trở thành tiêu chuẩn thay vì tam giác... nếu bằng cách kỳ diệu nào đó, Saturn đáng lẽ phải là hệ máy chơi trò chơi phổ biến nhất thời đại đó." Nói một cách tích cực hơn, cựu chủ tịch của Working Designs, Victor Ireland, đã mô tả Saturn là "khởi đầu của tương lai của trò chơi điện tử tại gia" bởi vì "lần đầu tiên các nhà phát triển suy nghĩ và thiết kế với kiến trúc xử lý song song". Trong GamesRadar, Justin Towell đã viết 3D Pad của Saturn "thiết lập khuôn mẫu cho mọi tay cầm tiếp theo, với các nút phần cầu vai tay cầm và cần điều khiển bên trái...Tôi không còn thấy bất kỳ tay cầm ba cạnh nào thời đó."
Doulass C. Perry của Gamasutra lưu ý , từ lần ra mắt bất ngờ cho đến lúc thất bại, Saturn đã "làm hài lòng nhiều trò chơi thủ nhất tính trên các sản phẩm của Sega". Levi Buchanan và Sewart của IGN đã trích dẫn sự thất bại của Saturn là lý do chính khiến Sega sụp đổ với tư cách là nhà sản xuất phần cứng, nhưng Jeremy Parish của USgamer mô tả nó là "có nhiều dấu hiệu... hơn là chỉ một nguyên nhân" của sự suy giảm, bắt đầu với các tiện ích bổ sung cho Genesis đã phân chia thị trường, thêm vào đó là các thiết kế cạnh tranh của Sega of America và Sega of Japan cho Dreamcast.. Sheffield miêu tả những sai lầm của Sega với Saturn là biểu tượng cho sự suy tàn ngày càng lớn của ngành công nghiệp trò chơi Nhật Bản: "Họ nghĩ họ bất khả chiến bại, cấu trúc và hệ thống phân cấp là cần thiết cho sự sống còn của họ, nhưng chính sự linh hoạt và tham gia nhiều hơn vào thị trường phương Tây đáng lẽ đã có thể cứu lấy họ." Theo Stuart, Sega "không thấy   được...cội nguồn của một xu hướng thịnh hành, tránh xa các trò chơi chuyển đổi arcade, các trò chơi phiêu lưu nhập vai truyền thống và hướng tới một cộng đồng phát triển giao diện mở rộng hơn nhiều với những ý tưởng mới về lối chơi và cấu trúc." Biên tập viên Matt Paprocki của Pulp365 kết luận "Saturn là một di tích, nhưng là một di tích quan trọng, đại diện cho sự khắc nghiệt của quá trình tiến bộ và những gì nó có thể để lại sau đó".

## Trích dẫn
1. 1 2  "Movie card" (bằng tiếng Nhật). Sega Corporation. Bản gốc lưu trữ ngày 30 tháng 7 năm 2014. Truy cập ngày 3 tháng 3 năm 2014.
2. ↑  Kent 2001, tr. 424, 427.
3. ↑  Kent 2001, tr. 428.
4. ↑  Sczepaniak, John (2006). "Retroinspection: Mega Drive". Retro Gamer. số 27. tr. 42–47. Lưu trữ bản gốc ngày 24 tháng 9 năm 2015. Truy cập ngày 1 tháng 5 năm 2014.
5. ↑  Kent 2001, tr. 431.
6. ↑  McFerran, Damien (ngày 22 tháng 2 năm 2012). "The Rise and Fall of Sega Enterprises". Eurogamer. Bản gốc lưu trữ ngày 16 tháng 2 năm 2014. Truy cập ngày 1 tháng 5 năm 2014.
7. 1 2 3 4 5 6  McFerran, Damien (2010). "Retroinspection: Sega 32X". Retro Gamer. số 77. tr. 44–49. Scot Bayless: 32X được thực hiện vào đầu tháng 1 [1994]  ... Có một phần trong tôi mong muốn Saturn áp dụng chiến lược đồ họa 32X, nhưng con tàu đó đã đi quá xa trước khi Nakayama kịp bật đèn xanh.
8. 1 2  Leone, Matt (2010). "The Essential 50 Part 35: Virtua Fighter". 1UP.com. Bản gốc lưu trữ ngày 19 tháng 7 năm 2012. Truy cập ngày 10 tháng 12 năm 2016.
9. ↑  Donovan, Tristan (2010). Replay: The History of Video Games. Yellow Ant. tr. 267. ISBN 978-0956507204. Một trong những phản đối quan trọng đối với đồ họa 3D mà các nhà phát triển đã đưa ra với Sony là mặc dù đa giác hoạt động tốt đối với các vật thể vô tri vô giác như xe đua, nhưng hình ảnh 2D lại vượt trội hơn khi nói về hoạt hình người hoặc các nhân vật khác. Virtua Fighter, phần tiếp theo của Suzuki cho Virtua Racing, là sự phản đối trực diện đến suy nghĩ đó  ... Các nhân vật có thể trông giống ma-nơ-canh nhưng chuyển động giống như thật của họ đã biến trò chơi của Suzuki thành một thành công lớn khiến bùng lên các tuyên bố cho rằng các nhân vật trò chơi không thể được thực hiện thành công trong môi trường 3D  ... Teruhisa Tokunaka, giám đốc điều hành của Sony Computer Entertainment, thậm chí còn gửi lời cảm ơn đến Sega vì đã tạo ra Virtua Fighter và thay đổi thái độ của các nhà phát triển.
10. ↑  "Virtua Racing – Arcade (1992)". GameSpot. 2001. Bản gốc lưu trữ ngày 12 tháng 4 năm 2010. Truy cập ngày 6 tháng 6 năm 2014. cf. Feit, Daniel (ngày 5 tháng 9 năm 2012). "How Virtua Fighter Saved PlayStation's Bacon". Wired. Lưu trữ bản gốc ngày 14 tháng 10 năm 2014. Truy cập ngày 9 tháng 10 năm 2014. Ryoji Akagawa: Nếu Virtua Fighter không ra đời, PlayStation có lẽ đã có một khái niệm phần cứng hoàn toàn khác. cf. Thomason, Steve (tháng 7 năm 2006). "The Man Behind the Legend". Nintendo Power. Quyển 19 số 205. tr. 72. Toby Gard: Tôi thấy rõ ràng khi xem mọi người chơi Virtua Fighter, đây là loại trò chơi có nhân vật 3D lớn đầu tiên, rằng mặc dù chỉ có hai nhân vật nữ, nhưng trong hầu hết mọi trò chơi mà tôi từng thấy, người ta luôn có xu hướng chọn một trong hai nhân vật nữ.
11. ↑  Mott 2013, tr. 226, 250. "Virtua Racing ... was perhaps the first to treat polygons not as a graphical gimmick but as an opportunity to expand the boundaries of traditional driving games ... It's like witnessing the discovery of fire ... [Virtua Fighter] establish[ed] the template that future 3-D fighters would follow".
12. 1 2  Kent 2001, tr. 501–502.
13. 1 2  "Virtua Fighter Review". Edge. ngày 22 tháng 12 năm 1994. Bản gốc lưu trữ ngày 10 tháng 12 năm 2014. Truy cập ngày 5 tháng 3 năm 2015. Các nhân vật 3D của Virtua Fighter có thứ mà các nhân vật 2D không thể sánh bằng. Các nhân vật thực sự rất 'sống động', cho dù họ đang tung một cú đấm, tung ra một động tác đặc biệt hay quay cuồng vì một đòn đánh  ... Phiên bản Virtua Fighter của Saturn là một trò chơi đặc biệt ở nhiều khía cạnh. Đây được cho là trò chơi 'thế hệ tiếp theo' thực sự đầu tiên, kết hợp các khía cạnh tốt nhất của lối chơi chiến đấu với hoạt ảnh đột phá và âm thanh tuyệt đẹp (nhạc CD và các ví dụ rõ ràng). Trong các trận đấu, Virtua Fighter khiến mọi người phải dừng lại và nhìn. Trên Saturn, nó sẽ khiến nhiều người dừng lại, nhìn vào số dư tài khoản và rút ra để mua cỗ máy mới của Sega. Hơn cả Sony.
14. ↑  Harris 2014, tr. 386.
15. ↑  "EGM Interviews SEGA SATURN Product Manager HIDEKI OKAMURA". EGM2. Quyển 1 số 1. tháng 7 năm 1994. tr. 114. Okamura Hideki: [Saturn] chỉ là một tên mã phát triển cho phần cứng được thông qua bởi các nhân viên phát triển Nhật Bản. Cái tên đã trở thành kiến thức phổ biến và tạo ra một danh tiếng tốt.
16. ↑  O'Riley, Liam Thomas (tháng 3 năm 1994). "A Portrait Of The Journalist As A Dirty Old Man". The Rumor Bag. Computer Gaming World. tr. 186. Lưu trữ bản gốc ngày 10 tháng 11 năm 2017. Truy cập ngày 10 tháng 11 năm 2017.
17. 1 2 3 4 5 6 7 8 9 10 11 12 13  "Sega Saturn". Next Generation. Quyển 1 số 2. tháng 2 năm 1995. tr. 36–43. Phản ứng khụy gối của Sega là trì hoãn chương trình phát triển Saturn trong vài tháng để kết hợp bộ xử lý video mới vào hệ thống. Điều này không chỉ giúp tăng cường đáng kể khả năng 2D của nó (thứ mà máy của Sony kém thành thạo hơn), mà còn cung cấp ánh xạ kết cấu tốt hơn cho đồ họa 3D ... Tất nhiên, mối liên hệ của Hitachi với dự án Saturn còn sâu sắc hơn nhiều. Năm 1993, công ty điện tử Nhật Bản đã liên doanh với Sega để phát triển một CPU cho Saturn dựa trên công nghệ độc quyền của Hitachi. Một số nhân viên của Hitachi đã được biệt phái đến bộ phận Saturn của Sega (hiện có tin rằng cùng một nhóm hiện đang làm việc trên công nghệ 64-bit sơ bộ cho Sega), và kết quả là SH-2 ... Như với hầu hết phần cứng Sega, Model 1 về cơ bản là một loại chip mua vào đắt tiền. CPU chính của nó, NEC V60 chỉ chạy ở tốc độ 16 MHz, đơn giản là quá chậm so với Saturn. Và phần lớn tiếng kêu rắc rắc của Virtua Racin ''đã được xử lý bởi bốn DSP nối tiếp, quá đắt để có trong bất kỳ hệ máy tại gia nào. Việc Sega phát triển SH-2 có nghĩa là nó cũng có thể tạo ra một hệ thống arcade tương thích với Saturn.
18. ↑  Pollack, Andrew (ngày 22 tháng 9 năm 1993). "Sega to Use Hitachi Chip In Video Game Machine". The New York Times. Lưu trữ bản gốc ngày 18 tháng 4 năm 2014. Truy cập ngày 15 tháng 4 năm 2014. Sega Enterprises hôm nay cho biết họ sẽ làm máy trò chơi điện tử tại gia thế hệ tiếp theo, ra mắt vào mùa thu năm 1994, trên một con chip mới đang được phát triển bởi Hitachi Ltd  ... Một quan chức của Sega cho biết chip của Hitachi có giá hấp dẫn và sẽ được thiết kế với để phù hợp với tinh thần của Sega  ... Yamaha dự kiến sẽ cung cấp chip âm thanh và mạch JVC để nén hình ảnh video. cf. "Sega to add 64-Bit Processor to New Saturn System!". Electronic Gaming Monthly. Quyển 5 số 53. tháng 12 năm 1993. tr. 68. Theo báo cáo, có bảy bộ vi xử lý khác nhau trên Saturn. Bộ xử lý chính sẽ là chip RISC 32-Bit tùy chỉnh dưới sự phát triển chung của Sega và Hitachi.
19. 1 2 3 4 5 6  "NG Hardware: Saturn". Next Generation. Quyển 1 số 12. tháng 12 năm 1995. tr. 45–48. Các hình ảnh ban đầu và sự cố kỹ thuật vẫn tương đối gần với thiết kế cuối cùng, có lẽ vì hệ thống đã được hoàn thành sớm hơn nhiều người nhận ra  ... Đã quá muộn để thực hiện các thay đổi lớn đối với hệ thống, vì vậy, cái giá phải trả là lịch trình ra mắt, một bộ xử lý video đã được thêm vào bo mạch để tăng cường khả năng lập bản đồ kết cấu 2D và 3D của nó. Sức mạnh xử lý thực sự của Saturn đến từ hai bộ vi xử lý Hitachi SH2 32-bit RISC chạy ở tốc độ 28 MHz. Các bộ vi xử lý này được Sega ủy nhiệm đặc biệt và được tối ưu hóa cho công việc đồ họa 3D nhanh chóng.
20. ↑  "NG Hardware: Saturn". Next Generation. Quyển 1 số 1. tháng 1 năm 1995. tr. 44–45. Sega đã dành khoảng chín tháng qua để chơi trò bắt chuyện với Sony sau khi một người bạn của họ nói với Sega về sức mạnh của PlayStation.
21. 1 2 3 4 5 6 7 8 9 10 11 12 13  Sewart, Greg (ngày 5 tháng 8 năm 2005). "Sega Saturn: The Pleasure And The Pain". 1UP.com. Bản gốc lưu trữ ngày 17 tháng 3 năm 2014. Truy cập ngày 10 tháng 12 năm 2016.
22. ↑  Fahs, Travis (ngày 21 tháng 4 năm 2009). "IGN Presents the History of Sega". IGN. tr. 6. Lưu trữ bản gốc ngày 6 tháng 3 năm 2014. Truy cập ngày 1 tháng 5 năm 2014.
23. 1 2 3 4  Dring, Christopher (ngày 7 tháng 7 năm 2013). "A Tale of Two E3s – Xbox vs Sony vs Sega". MCVUK.com. Bản gốc lưu trữ ngày 22 tháng 2 năm 2017. Truy cập ngày 4 tháng 1 năm 2019.
24. ↑  Harris 2014, tr. 465.
25. ↑  Fahs, Travis (ngày 21 tháng 4 năm 2009). "IGN Presents the History of Sega". IGN. tr. 6. Lưu trữ bản gốc ngày 6 tháng 3 năm 2014. Truy cập ngày 1 tháng 5 năm 2014.
26. ↑  Harris 2014, tr. 464.
27. ↑  Horowitz, Ken (ngày 11 tháng 7 năm 2006). "Interview: Tom Kalinske". Sega-16. Bản gốc lưu trữ ngày 7 tháng 2 năm 2009. Truy cập ngày 24 tháng 12 năm 2014. Tom Kalinske: Tôi nhớ rằng chúng tôi đã có một tài liệu mà Olaf và Mickey đã gửi cho Sony nói rằng họ muốn cùng phát triển phần cứng tiếp theo, nền tảng trò chơi tiếp theo, với Sega, và đây là những gì chúng tôi nghĩ rằng họ nên làm. Sony dường như đã bật đèn xanh cho điều đó ... Đề xuất của chúng tôi là mỗi người chúng tôi sẽ bán nền tảng phần cứng Sega/Sony chung; chúng tôi sẽ chia sẻ sự mất mát về phần cứng (bất kể đó là gì, chúng tôi sẽ chia nó ra), kết hợp quảng cáo và tiếp thị, nhưng mỗi người sẽ chịu trách nhiệm về doanh số bán phần mềm mà chúng tôi tạo ra. Giờ đây, vào thời điểm cụ thể đó, Sega đã biết cách phát triển phần mềm tốt hơn rất nhiều so với Sony. Họ đang đi đúng hướng, vì vậy chúng tôi sẽ được hưởng lợi nhiều hơn nhiều ...Tôi cảm thấy rằng chúng tôi đang lao tới Saturn. Chúng tôi không có bản quyền phần mềm và chúng tôi không có quyền định giá, vì vậy tôi cảm thấy chúng tôi nên ở lại với Genesis thêm một năm nữa.
28. ↑  Harris 2014, tr. 452.
29. ↑  Dring, Christopher (ngày 7 tháng 7 năm 2013). "A Tale of Two E3s – Xbox vs Sony vs Sega". MCVUK.com. Bản gốc lưu trữ ngày 22 tháng 2 năm 2017. Truy cập ngày 4 tháng 1 năm 2019.
30. ↑  Kent 2001, tr. 509.
31. 1 2  "The Making Of ... Panzer Dragoon Saga Part 1". Now Gamer. ngày 17 tháng 12 năm 2008. Bản gốc lưu trữ ngày 24 tháng 7 năm 2014. Truy cập ngày 20 tháng 3 năm 2014. Kentaro Yoshida: Chúng tôi nghĩ rằng chúng tôi sẽ không gặp vấn đề gì khi tạo ra các trò chơi vượt trội hơn các trò chơi PlayStation.
32. 1 2  Kent 2001, tr. 494.
33. 1 2  Beuscher, David. "Sega Genesis 32X – Overview". Allgame. Bản gốc lưu trữ ngày 10 tháng 12 năm 2014. Truy cập ngày 13 tháng 12 năm 2014.
34. 1 2  Horowitz, Ken (ngày 7 tháng 2 năm 2013). "Interview: Joe Miller". Sega-16. Bản gốc lưu trữ ngày 2 tháng 12 năm 2013. Truy cập ngày 25 tháng 5 năm 2014. Joe Miller: Tôi muốn nói rằng những lời ngụy biện xung quanh mối quan hệ đang xấu đi có lẽ hơi bị thổi phồng một chút, dựa trên những gì tôi đã đọc. Nakayama-san và SOJ biết rằng họ có một đội ngũ quản lý mạnh mẽ, đã được kiểm chứng tại SOA, và trong khi mọi người đều lo lắng về việc phát triển doanh nghiệp, không bên nào mất niềm tin vào bên kia.
35. ↑  "Sega Saturn" (bằng tiếng Nhật). Sega Corporation. Bản gốc lưu trữ ngày 16 tháng 7 năm 2014. Truy cập ngày 3 tháng 3 năm 2014.
36. 1 2 3 4  "Sega and Sony Sell the Dream". Edge. Quyển 3 số 17. tháng 2 năm 1995. tr. 6–9. Ngày 3 tháng 12, 100.000 PlayStation được vận chuyển đến các cửa hàng trên khắp Nhật Bản  ... đã không đủ để so sánh với sự tiếp nhận đầy hưng phấn mà Saturn nhận được  ... Saturn đến với một màn đón nhận cuồng nhiệt ở Nhật Bản vào ngày 22 tháng 11. 200.000 máy đã được bán ra ngay lập tức vào ngày đầu tiên ... Các game thủ Nhật Bản đã tụ tập lại và khi họ bước đi cùng với cỗ máy quý giávà sự chuyển đổi gần như hoàn hảo của coin-op Virtua Fighter ... Sega (và Sony) đã có thể minh chứng bộ xử lý chuyên dụng dành cho ổ đĩa (SH-1 trong trường hợp của Saturn), thời gian truy cập không đáng kể là điều có thể làm được.
37. ↑  Semrad, Ed (tháng 12 năm 1994). "Saturn... Ahead of its Time?". Electronic Gaming Monthly. số 65. tr. 6.
38. 1 2 3 4 5 6 7 8 9 10 11 12 13 14 15  Fahs, Travis (ngày 21 tháng 4 năm 2009). "IGN Presents the History of Sega". IGN. tr. 8. Bản gốc lưu trữ ngày 6 tháng 11 năm 2015. Truy cập ngày 1 tháng 5 năm 2014.
39. ↑  Harris 2014, tr. 536, gives a lower figure of 170,000.
40. 1 2  Kent 2001, tr. 502.
41. ↑  Buchanan, Levi (ngày 24 tháng 10 năm 2008). "32X Follies". IGN. Bản gốc lưu trữ ngày 17 tháng 4 năm 2016. Truy cập ngày 25 tháng 5 năm 2013.
42. ↑  "Super 32X" (bằng tiếng Nhật). Sega Corporation. Bản gốc lưu trữ ngày 16 tháng 7 năm 2014. Truy cập ngày 23 tháng 2 năm 2014.
43. ↑  "Japanese Stats Give Saturn the Edge". Edge. Quyển 3 số 19. tháng 4 năm 1995. tr. 10–11. Điều này tương đương với việc Saturn bán trung bình 17.241 máy mỗi ngày và PlayStation là 15,789.
44. ↑  "Sega Saturn: You've Watched the TV Commercials...Now Read the Facts". Next Generation. Quyển 1 số 8. tháng 8 năm 1995. tr. 26–32.
45. 1 2 3  "History of the PlayStation". IGN. Bản gốc lưu trữ ngày 18 tháng 2 năm 2012. Truy cập ngày 16 tháng 11 năm 2014.
46. 1 2  Kent 2001, tr. 504.
47. ↑  "The Making Of: PlayStation". Edge. ngày 24 tháng 4 năm 2009. tr. 3. Bản gốc lưu trữ ngày 18 tháng 10 năm 2014. Truy cập ngày 5 tháng 3 năm 2015.
48. 1 2 3  Kent 2001, tr. 516.
49. ↑  "Let the games begin: Sega Saturn hits retail shelves across the nation Sept. 2; Japanese sales already put Sega on top of the charts". Business Wire. ngày 9 tháng 3 năm 1995. Bản gốc lưu trữ ngày 25 tháng 10 năm 2014. Truy cập ngày 24 tháng 12 năm 2014.
50. ↑  Harris 2014, tr. 536.
51. 1 2  "Sega Saturn launch takes consumers and retailers by storm; retailers struggling to keep up with consumer demand". Business Wire. ngày 19 tháng 5 năm 1995. Lưu trữ bản gốc ngày 25 tháng 10 năm 2016. Truy cập ngày 24 tháng 10 năm 2016.
52. ↑  Cifaldi, Frank (ngày 11 tháng 5 năm 2010). "This Day in History: Sega Announces Surprise Saturn Launch". 1UP.com. Bản gốc lưu trữ ngày 29 tháng 6 năm 2013. Truy cập ngày 10 tháng 12 năm 2016.
53. 1 2 3 4  Schilling, Mellissa A. (Spring 2003). "Technological Leapfrogging: Lessons From the U.S. Video Game Console Industry". California Management Review. Quyển 45. tr. 12, 23. Việc thiếu phân phối có thể đã góp phần đáng kể vào sự thất bại của Sega Saturn trong việc giành được một căn cứ được lắp đặt. Sega đã phân phối hạn chế cho lần ra mắt Saturn, điều này có thể đã làm chậm quá trình xây dựng cơ sở đã lắp đặt của nó cả trực tiếp (vì người tiêu dùng có quyền tiếp cận sản phẩm hạn chế) và gián tiếp (vì các nhà phân phối ban đầu bị từ chối sản phẩm có thể đã miễn cưỡng quảng bá sản phẩm sau đó những hạn chế đã được dỡ bỏ). Ngược lại, Nintendo đã phân phối không giới hạn cho lần ra mắt Nintendo 64 và Sony không chỉ phân phối không giới hạn mà còn có nhiều kinh nghiệm trong việc đàm phán với các đại gia bán lẻ như Wal-Mart cho các sản phẩm điện tử tiêu dùng của mình.
54. ↑  cf. "Is War hell for Sega?". Next Generation. Quyển 2 số 13. tháng 1 năm 1996. tr. 7. Tom Kalinske: Chúng tôi cần phải làm điều gì đó gây sốc vì máy đã mắc hơn 100 đô la so với máy khác  ... Tôi vẫn nghĩ [việc ra mắt bất ngờ] là một ý tưởng hay. Nếu tôi phải làm lại, tôi có làm khác đi một chút không? Dứt khoát. Tôi sẽ không chấp nhận rủi ro làm phiền các nhà bán lẻ như cách chúng tôi đã làm. Tôi sẽ giới thiệu cho họ và thực hiện một buổi ra mắt sớm ở một khu vực hoặc ba khu vực hoặc một cái gì đó để chúng tôi có thể thông báo cho tất cả mọi người.
55. ↑  Harris 2014, tr. 545.
56. ↑  Kent 2001, tr. 505, 516.
57. ↑  Patterson, Patrick (ngày 12 tháng 5 năm 2015). "This Week in Gaming History: How E3 1995 changed gaming forever". Syfy Games. Bản gốc lưu trữ ngày 25 tháng 12 năm 2015. Truy cập ngày 25 tháng 6 năm 2018.
58. ↑  Keith Stuart (ngày 14 tháng 5 năm 2015). "Sega Saturn: how one decision destroyed PlayStation's greatest rival". the Guardian (bằng tiếng Anh). Bản gốc lưu trữ ngày 30 tháng 3 năm 2018. Truy cập ngày 25 tháng 6 năm 2018.
59. 1 2 3 4 5 6 7  McFerran, Damien. "Retroinspection: Sega Saturn". Retro Gamer. số 34. tr. 44–49.
60. ↑  "Dear Saturn Mag, I've Heard the Saturn Couldn't Handle Alex Kidd... Is This True?". Sega Saturn Magazine. Quyển 1 số 2. tháng 12 năm 1995. tr. 51.
61. ↑  Horsman, Mathew (ngày 11 tháng 11 năm 1995). "Sega profits plunge as rivals turn up the heat". The Independent. Bản gốc lưu trữ ngày 20 tháng 1 năm 2015. Truy cập ngày 20 tháng 1 năm 2015.
62. ↑  "Sony Computer Entertainment Inc. Business Development/Europe". SCE. Bản gốc lưu trữ ngày 28 tháng 7 năm 2014. Truy cập ngày 20 tháng 1 năm 2015.
63. 1 2 3 4 5  Mäyrä, Frans (editor); Finn, Mark (2002). "Console Games in the Age of Convergence". Computer Games and Digital Cultures: Conference Proceedings: Proceedings of the Computer Games and Digital Cultures Conference, June 6–8, 2002, Tampere, Finland. Tampere University Press. tr. 45–58. ISBN 9789514453717. {{Chú thích sách}}: |first= có tên chung (trợ giúp)
64. ↑  "Sega Saturn gets astronomical send off with landmark marketing campaign; Sega breaks $50-million marketing campaign to support surprise launch at E3". Business Wire. ngày 11 tháng 5 năm 1995. Lưu trữ bản gốc ngày 18 tháng 2 năm 2015. Truy cập ngày 18 tháng 2 năm 2015.
65. ↑  "Sega: Who Do they Think you Are?". Next Generation. số 14. Imagine Media. tháng 2 năm 1996. tr. 71.
66. ↑  "Sega TV: Turn On, Tune In, Buy Hardware". Next Generation. số 14. Imagine Media. tháng 2 năm 1996. tr. 74.
67. ↑  "1995: The Calm Before the Storm?". Next Generation. số 13. Imagine Media. tháng 1 năm 1996. tr. 47.
68. ↑  Kato, Matthew (ngày 30 tháng 10 năm 2013). "Which Game Console Had The Best Launch Lineup?". Game Informer. tr. 3. Lưu trữ bản gốc ngày 30 tháng 6 năm 2017. Truy cập ngày 17 tháng 2 năm 2017.
69. 1 2 3 4 5  Kent 2001, tr. 533.
70. ↑  DeMaria & Wilson 2004, tr. 282.
71. ↑  Kent 2001, tr. 519–520.
72. ↑  Parkin, Simon (ngày 19 tháng 6 năm 2014). "A History of Videogame Hardware: Sony PlayStation". Edge. Bản gốc lưu trữ ngày 29 tháng 11 năm 2014. Truy cập ngày 5 tháng 3 năm 2015.
73. ↑  "Daytona USA". Edge. Quyển 3 số 21. tháng 6 năm 1995. tr. 72–75. Mặc dù AM2 đã quản lý để tái tạo coin-op tốt, nhưng Saturn  Daytona  không thể nắm bắt được trải nghiệm arcade mà PlayStation  Ridge Racer  mang lại một cách thuyết phục. cf. McNamara, Andy; và đồng nghiệp (tháng 9 năm 1995). "Prepare Yourself for the Ultimate Racing Experience". Game Informer. Bản gốc lưu trữ ngày 20 tháng 11 năm 1997. Truy cập ngày 15 tháng 4 năm 2014. Daytona thống trị trò chơi điện tử, nhưng tôi nghĩ Ridge Racer thống trị hệ máy tạo gia. cf. Air Hendrix (tháng 8 năm 1995). "Pro Review: Daytona USA". GamePro. Quyển 7 số 73. tr. 50. Daytona nhạt hơn so với Ridge Racer trên PlayStation Nhật Bản, dẫn đầu sớm với các tính năng, lối chơi và đồ họa tốt hơn.
74. ↑  Mott 2013, tr. 239. "A disastrous home version [of Daytona USA] for the Sega Saturn in 1995 is reviled for its choppy frame rate and flickering polygons".
75. ↑  Kent 2001, tr. 582.
76. 1 2  "Tekken". Edge. Quyển 3 số 21. tháng 6 năm 1995. tr. 66–70. Namco đã chấp nhận rủi ro đáng kể khi dựa vào Tekken trên phần cứng PlayStation thô, xem xét rằng nó sẽ cạnh tranh trực tiếp với Virtua Fighter 2  ... Model 2 của Sega ... Một lần, máy chơi trò chơi điện tử tại gia có thể tự hào về việc chuyển đổi giống hệt một đồng xu tiên tiến  ... Giám đốc điều hành bộ phận nghiên cứu của Namco, Shegeichi Nakamura & nbsp; ... giải thích: "Khi Sony thành lập, chúng tôi quyết định sử dụng một hệ thống chi phí thấp — nói ngắn gọn, chúng tôi đã để lại các cửa hàng trò chơi điện tử lớn cho Sega và VF2 và Tekken đã được bán cho các trung tâm trò chơi điện tử nhỏ hơn"  ... Namco có thêm bốn tựa trò chơi được lên kế hoạch cho System 11, tất cả có khả năng tạo ra bước nhảy vọt sang PlayStation.
77. 1 2 3  Tokyo Drifter (tháng 4 năm 2002). "Virtua Fight Club". GamePro. Quyển 14 số 163. tr. 48–50.
78. ↑  "An Audience With: Katsuhiro Harada – on 20 years of Tekken and the future of fighting games". Edge. ngày 23 tháng 9 năm 2013. Bản gốc lưu trữ ngày 29 tháng 11 năm 2014. Truy cập ngày 5 tháng 3 năm 2015.
79. ↑  "Namco". Next Generation. Quyển 1 số 1. tháng 1 năm 1995. tr. 70–73.
80. ↑  "Tekken". Next Generation. Quyển 1 số 2. tháng 2 năm 1995. tr. 82.
81. ↑  Mott 2013, tr. 254.
82. ↑  cf. Scary Larry (tháng 8 năm 1995). "Pro Review: Virtua Fighter". GamePro. Quyển 7 số 73. tr. 48. Đồ họa hiện đại khi trò chơi này được phát hành trong các trò chơi điện tử một năm trước. Các máy bay chiến đấu khác - đáng chú ý là  Tekken  và  Toh Shin Den  - giờ sử dụng tốt hơn động cơ đa giác.
83. ↑  "Sega announces $299 Sega Saturn core pack; "Virtua Fighter Remix" pack-in available for $349". Business Wire. ngày 2 tháng 10 năm 1995. Bản gốc lưu trữ ngày 4 tháng 5 năm 2014. Truy cập ngày 24 tháng 12 năm 2014. Sega of America hôm thứ Hai đã thông báo có hiệu lực ngay lập tức, hãng sẽ giảm đáng kể giá máy Sega Saturn cao cấp của mình xuống còn 299 đô la.
84. ↑  cf. Reiner, Andrew; và đồng nghiệp (tháng 1 năm 1996). "Easy Left, Baby". Game Informer. Bản gốc lưu trữ ngày 20 tháng 11 năm 1997. Truy cập ngày 16 tháng 9 năm 2014. Tôi ấn tượng với thương hiệu này hơn nhiều so với Daytona. cf. "Top Gear". Next Generation. Quyển 2 số 14. tháng 2 năm 1996. tr. 160.
85. ↑  cf. Reiner, Andrew; và đồng nghiệp (tháng 1 năm 1996). "Rendered and Ready to Wear". Game Informer. Bản gốc lưu trữ ngày 20 tháng 11 năm 1997. Truy cập ngày 16 tháng 9 năm 2014. cf. "Stunning". Next Generation. Quyển 2 số 14. tháng 2 năm 1996. tr. 162. Loại bỏ hoàn toàn sự phân cực trúng hoặc trượt của các trò chơi súng nhẹ khác và thêm một mức độ chi tiết hoàn toàn mới cho thể loại này.
86. ↑  Marriott, Scott Alan. "Virtua Fighter 2". Allgame. Bản gốc lưu trữ ngày 14 tháng 11 năm 2014. Truy cập ngày 14 tháng 12 năm 2014.
87. 1 2  "Sony fights Sega on US streets". Next Generation. Quyển 2 số 13. tháng 1 năm 1996. tr. 14–16.
88. ↑  cf. "Platinum Pick: Virtua Fighter 2". Next Generation. Quyển 2 số 13. tháng 1 năm 1996. tr. 179. Bản arcade cuối cùng  ... trò chơi song đấu hay nhất từ trước đến nay. cf. "Excellent!". Next Generation. Quyển 2 số 14. tháng 2 năm 1996. tr. 160. Sự chú ý chung đến từng chi tiết tạo nên dấu ấn mới cho thiết kế trò chơi chất lượng.
89. ↑  "Sega lại chiếm thị phần đô la trên thị trường trò chơi điện tử; chiến lược sản phẩm đa dạng giúp tăng trưởng thị trường; biểu đồ Sega cho năm 1996". Business Wire. ngày 10 tháng 1 năm 1996. Bản gốc lưu trữ ngày 2 tháng 5 năm 2014. Truy cập ngày 24 tháng 12 năm 2014. Thị phần ước tính bằng đô la cho phần cứng và phần mềm giải trí tương tác mang thương hiệu Sega vào năm 1995 là 43%, so với Nintendo là 42%, Sony là 13% và The 3DO Co. là 2%. Sega ước tính thị trường trò chơi điện tử Bắc Mỹ sẽ đạt tổng giá trị hơn 3,9 tỷ USD vào năm 1995.
90. ↑  "Just Who Is Winning the 32-Bit War?". Next Generation. số 17. Imagine Media. tháng 5 năm 1996. tr. 22.
91. 1 2 3  "Saturn Comes Down to Earth". Electronic Gaming Monthly. số 83. Ziff Davis. tháng 6 năm 1996. tr. 14–15.
92. ↑  Kent 2001, tr. 532.
93. ↑  "Sony's Video Games Onslaught Continues!". Maximum: The Video Game Magazine. số 7. Emap International Limited. tháng 6 năm 1996. tr. 72–73.
94. 1 2  Kent 2001, tr. 531.
95. 1 2  Gallagher, Scott; Park, Seung Ho (tháng 2 năm 2002). "Innovation and Competition in Standard-Based Industries: A Historical Analysis of the U.S. Home Video Game Market". IEEE Transactions on Engineering Management. Quyển 49. tr. 67–82. doi:10.1109/17.985749.
96. 1 2  "Sega captures dollar share of videogame market again; diverse product strategy yields market growth; Sega charts path for 1996". Business Wire. ngày 10 tháng 1 năm 1996. Lưu trữ bản gốc ngày 2 tháng 5 năm 2014. Truy cập ngày 24 tháng 12 năm 2014. Thị phần ước tính bằng đô la cho phần cứng và phần mềm giải trí tương tác mang thương hiệu Sega vào năm 1995 là 43%, so với Nintendo là 42%, Sony là 13% và The 3DO Co. là 2%. Sega ước tính thị trường trò chơi điện tử Bắc Mỹ sẽ đạt tổng giá trị hơn 3,9 tỷ USD vào năm 1995.
97. ↑  Kent 2001, tr. 508.
98. ↑  Kent 2001, tr. 535. Michael Latham: "[Tom] đôi khi sẽ ngủ quên trong các cuộc họp. Điều đó đúng. Đây là cuộc họp kéo dài chín giờ. Sega có việc cho các cuộc họp. Bạn sẽ đến đó lúc 8 giờ sáng. và sau đó bạn rời khỏi cuộc họp lúc 4 giờ chiều, vì vậy anh ấy không phải là người duy nhất  ... Không phải sự thất bại của Saturn khiến anh ấy mất hứng thú; đó là không có khả năng làm điều gì đó về nó. Anh ta không được phép làm bất cứ điều gì. Về cơ bản, phía Hoa Kỳ đã không còn kiểm soát".
99. ↑  Kent 2001, tr. 534.
100. 1 2  "Sega Planning Drastic Management Reshuffle – World Exclusive". Next Generation. ngày 13 tháng 7 năm 1996. Bản gốc lưu trữ ngày 20 tháng 12 năm 1996. Truy cập ngày 6 tháng 5 năm 2014.
101. 1 2 3 4  "Sega of America appoints Shoichiro Irimajiri chairman/chief executive officer". M2PressWIRE. ngày 16 tháng 7 năm 1996. Lưu trữ bản gốc ngày 18 tháng 10 năm 2014. Truy cập ngày 24 tháng 12 năm 2014. Sega of America Inc. (SOA) Hôm thứ Hai thông báo Irimajiri Shoichiro đã được bổ nhiệm làm chủ tịch và giám đốc điều hành. Sega cũng thông báo Bernard Stolar, trước đây từng làm cho Sony Computer Entertainment America, đã gia nhập công ty với tư cách là phó chủ tịch điều hành, chịu trách nhiệm phát triển sản phẩm và kinh doanh bên thứ ba  ... Sega cũng thông báo Nakayama Hayao và David Rosen đã từ chức chủ tịch và đồng chủ tịchSega of America.  (Cần đăng ký mua.)
102. 1 2 3  "Kalinske Out". Next Generation. ngày 16 tháng 7 năm 1996. Bản gốc lưu trữ ngày 20 tháng 12 năm 1996. Truy cập ngày 6 tháng 5 năm 2014.
103. 1 2 3 4  Stephanie Strom (ngày 14 tháng 3 năm 1998). "Sega Enterprises Pulls Its Saturn Video Console From the U.S. Market". The New York Times. Bản gốc lưu trữ ngày 30 tháng 4 năm 2013. Truy cập ngày 7 tháng 12 năm 2014.
104. 1 2 3 4  Kent 2001, tr. 559.
105. ↑  "Irimajiri Settles In At Sega". Next Generation. ngày 25 tháng 7 năm 1996. Bản gốc lưu trữ ngày 20 tháng 12 năm 1996. Truy cập ngày 6 tháng 5 năm 2014. Mặc dù là một gương mặt quen thuộc tại Sega của Mỹ, Irimajiri Shoichiro đã dành tuần đầu tiên phụ trách để gặp lại tất cả các nhân viên.
106. ↑  Kent 2001, tr. 535.
107. 1 2 3 4 5 6 7  Kent 2001, tr. 558.
108. ↑  "Sega of America appoints Shoichiro Irimajiri chairman/chief executive officer". M2PressWIRE. ngày 16 tháng 7 năm 1996. Bản gốc lưu trữ ngày 18 tháng 10 năm 2014. Truy cập ngày 24 tháng 12 năm 2014. Sega of America Inc. (SOA) Hôm thứ Hai thông báo Irimajiri Shoichiro đã được bổ nhiệm làm chủ tịch và giám đốc điều hành. Sega cũng thông báo Bernard Stolar, trước đây từng làm cho Sony Computer Entertainment America, đã gia nhập công ty với tư cách là phó chủ tịch điều hành, chịu trách nhiệm phát triển sản phẩm và kinh doanh bên thứ ba  ... Sega cũng thông báo Nakayama Hayao và David Rosen đã từ chức chủ tịch và đồng chủ tịch Sega of America.  (Cần đăng ký mua.)
109. 1 2  Kent 2001, tr. 506.
110. ↑  Johnston, Chris (ngày 15 tháng 7 năm 1998). "Stolar Talks Dreamcast". GameSpot. Lưu trữ bản gốc ngày 10 tháng 7 năm 2017. Truy cập ngày 17 tháng 12 năm 2014. Bernie Stolar:Tôi cũng rất tin tưởng vào thể loại trò chơi nhập vai. Không ai tin điều đó bởi vì tôi xuất phát từ khía cạnh kinh doanh coin-op. Nhưng tôi là một lão làng, khôn ngoan hơn những người thế hệ này.
111. ↑  Towell, Justin (ngày 23 tháng 6 năm 2012). "'Mr. Sega Saturn' lives on via amazing T-shirt". GamesRadar. Lưu trữ bản gốc ngày 8 tháng 3 năm 2014. Truy cập ngày 3 tháng 3 năm 2014.
112. ↑  "This Week in Japan". Edge. ngày 6 tháng 6 năm 2008. Bản gốc lưu trữ ngày 3 tháng 11 năm 2014. Truy cập ngày 5 tháng 3 năm 2015.
113. ↑  Kolan, Patrick (ngày 7 tháng 8 năm 2007). "Shenmue: Through the Ages". IGN. Bản gốc lưu trữ ngày 4 tháng 11 năm 2014. Truy cập ngày 30 tháng 4 năm 2014.
114. ↑  "The Making of Shenmue: Yu Suzuki on the Cult Classic's Genesis, Development—And Its Future". Edge. ngày 20 tháng 3 năm 2014. Bản gốc lưu trữ ngày 15 tháng 12 năm 2014. Truy cập ngày 5 tháng 3 năm 2015.
115. ↑  Corriea, Alexa Ray (ngày 19 tháng 3 năm 2014). "Creator Yu Suzuki shares the story of Shenmue's development". Polygon. Bản gốc lưu trữ ngày 28 tháng 6 năm 2015. Truy cập ngày 15 tháng 12 năm 2014.
116. 1 2  "Shenmue, the History: Our look at Shenmue's history begins back in 1996". IGN. ngày 13 tháng 7 năm 1999. Lưu trữ bản gốc ngày 30 tháng 10 năm 2014. Truy cập ngày 30 tháng 4 năm 2014.
117. ↑  Mott 2013, tr. 406.
118. 1 2  Horowitz, Ken (ngày 11 tháng 6 năm 2007). "Developer's Den: Sega Technical Institute". Sega-16. Lưu trữ bản gốc ngày 8 tháng 4 năm 2016. Truy cập ngày 16 tháng 4 năm 2014. Roger Hector: Khi rõ ràng Sony đang dẫn đầu, bản chất của Sega đã thay đổi. Nó trở nên rất chính trị, với rất nhiều ngón tay chỉ trỏ xung quanh công ty. Sega đã cố gắng xử lý tình huống, nhưng họ đã mắc rất nhiều sai lầm, và cuối cùng STI đã bị nuốt chửng vì tình trạng hỗn loạn của công ty.
119. 1 2 3 4  Horowitz, Ken (ngày 11 tháng 6 năm 2007). "Developer's Den: Sega Technical Institute". Sega-16. Bản gốc lưu trữ ngày 8 tháng 4 năm 2016. Truy cập ngày 16 tháng 4 năm 2014. Roger Hector: Khi rõ ràng Sony đang dẫn đầu, bản chất của Sega đã thay đổi. Nó trở nên rất chính trị, với rất nhiều ngón tay chỉ trỏ xung quanh công ty. Sega đã cố gắng xử lý tình huống, nhưng họ đã mắc rất nhiều sai lầm, và cuối cùng STI đã bị nuốt chửng vì tình trạng hỗn loạn của công ty.
120. ↑  Fahs, Travis (ngày 29 tháng 5 năm 2008). "Sonic X-Treme Revisited – Saturn Feature at IGN". IGN. Bản gốc lưu trữ ngày 12 tháng 7 năm 2017. Truy cập ngày 30 tháng 4 năm 2014.
121. ↑  Houghton, David (ngày 24 tháng 4 năm 2008). "The greatest Sonic game we never got ..." GamesRadar. Bản gốc lưu trữ ngày 26 tháng 10 năm 2013. Truy cập ngày 23 tháng 7 năm 2012.
122. 1 2 3  Houghton, David (ngày 24 tháng 4 năm 2008). "The greatest Sonic game we never got ..." GamesRadar. Lưu trữ bản gốc ngày 26 tháng 10 năm 2013. Truy cập ngày 23 tháng 7 năm 2012.
123. 1 2 3  Fahs, Travis (ngày 29 tháng 5 năm 2008). "Sonic X-Treme Revisited". IGN. Lưu trữ bản gốc ngày 12 tháng 7 năm 2017. Truy cập ngày 30 tháng 4 năm 2014.
124. 1 2 3  "The Making Of... Sonic X-treme". Edge. Quyển 15 số 177. Future plc. tháng 7 năm 2007. tr. 100–103. Bản gốc lưu trữ ngày 17 tháng 4 năm 2013 – qua Edge Online.
125. ↑  Barnholt, Ray. "Yuji Naka Interview: Ivy the Kiwi and a Little Sega Time Traveling". 1UP.com. Bản gốc lưu trữ ngày 4 tháng 3 năm 2014. Truy cập ngày 10 tháng 12 năm 2016.
126. ↑  Towell, Justin (ngày 23 tháng 6 năm 2012). "Super-rare 1990 Sonic The Hedgehog prototype is missing". GamesRadar. Bản gốc lưu trữ ngày 24 tháng 3 năm 2016. Truy cập ngày 4 tháng 3 năm 2014. Yuji Naka: Lý do tại sao không có trò chơi Sonic trên Saturn thực sự là vì chúng tôi đang tập trung vào Nights. Chúng tôi cũng đang làm việc trên Sonic Adventure - dự định ban đầu sẽ ra mắt trên Saturn, nhưng vì Sega với tư cách là một công ty đang đưa ra một phần cứng mới — Dreamcast — nên chúng tôi đã chuyển nó sang Dreamcast, đó là phần cứng mới nhất vào thời điểm đó. Vì vậy, đó là lý do tại sao không có trò chơi Sonic trênSaturn. Liên quan đến X-treme, tôi không thực sự chắc chắn về chi tiết chính xác tại sao nó bị cắt ngắn, nhưng từ việc xem xét diễn biến của nó, theo quan điểm của tôi, nó không được tốt lắm. Vì vậy, tôi cảm thấy nhẹ nhõm khi nghe tin nó bị hủy.
127. ↑  "In the Studio". Next Generation. số 23. Imagine Media. tháng 11 năm 1996. tr. 17.
128. ↑  Towell, Justin (ngày 23 tháng 6 năm 2012). "Super-rare 1990 Sonic The Hedgehog prototype is missing". GamesRadar. Lưu trữ bản gốc ngày 24 tháng 3 năm 2016. Truy cập ngày 4 tháng 3 năm 2014. Yuji Naka: Lý do tại sao không có trò chơi Sonic trên Saturn thực sự là vì chúng tôi đang tập trung vào Nights. Chúng tôi cũng đang làm việc trên Sonic Adventure - dự định ban đầu sẽ ra mắt trên Saturn, nhưng vì Sega với tư cách là một công ty đang đưa ra một phần cứng mới — Dreamcast — nên chúng tôi đã chuyển nó sang Dreamcast, đó là phần cứng mới nhất vào thời điểm đó. Vì vậy, đó là lý do tại sao không có trò chơi Sonic trên Saturn. Liên quan đến X-treme, tôi không thực sự chắc chắn về chi tiết chính xác tại sao nó bị cắt ngắn, nhưng từ việc xem xét diễn biến của nó, theo quan điểm của tôi, nó không được tốt lắm. Vì vậy, tôi cảm thấy nhẹ nhõm khi nghe tin nó bị hủy bỏ.
129. ↑  Kent 2001, tr. 500.
130. ↑  Kent 2001, tr. 520.
131. ↑  McCarthy, Dave (ngày 20 tháng 11 năm 2006). "PlayStation-The total history". Eurogamer. Bản gốc lưu trữ ngày 29 tháng 11 năm 2014. Truy cập ngày 16 tháng 11 năm 2014.
132. ↑  "The Making Of: Final Fantasy VII". Edge. ngày 26 tháng 8 năm 2012. tr. 3. Bản gốc lưu trữ ngày 26 tháng 10 năm 2014. Truy cập ngày 5 tháng 3 năm 2015.
133. ↑  Mott 2013, tr. 332.
134. ↑  "Sega Sales Fall in First Half". Telecompaper. ngày 21 tháng 11 năm 1997. Bản gốc lưu trữ ngày 5 tháng 11 năm 2015. Truy cập ngày 5 tháng 11 năm 2015.
135. ↑  Feldman, Curt (ngày 22 tháng 4 năm 1998). "Katana Strategy Still on Back Burner". GameSpot. Bản gốc lưu trữ ngày 5 tháng 7 năm 2017. Truy cập ngày 9 tháng 12 năm 2014.
136. ↑  "Sega News From Japan". GameSpot. ngày 18 tháng 3 năm 1998. Bản gốc lưu trữ ngày 5 tháng 7 năm 2017. Truy cập ngày 7 tháng 12 năm 2014.
137. ↑  "Sega Enterprises Annual Report 1998" (PDF). Sega Enterprises, Ltd. tr. 1, 7–8. Bản gốc (PDF) lưu trữ ngày 4 tháng 5 năm 2004. Truy cập ngày 7 tháng 12 năm 2014.
138. ↑  Lemos, Robert (ngày 17 tháng 3 năm 1999). "Sega makes play for Dreamcast support". ZDNet. Bản gốc lưu trữ ngày 17 tháng 12 năm 2014. Truy cập ngày 17 tháng 12 năm 2014.
139. 1 2 3 4 5 6 7 8  Parish, Jeremy (ngày 18 tháng 11 năm 2014). "The Lost Child of a House Divided: A Sega Saturn Retrospective". USgamer. Bản gốc lưu trữ ngày 15 tháng 12 năm 2014. Truy cập ngày 17 tháng 12 năm 2014.
140. ↑  Kent 2001, tr. 563–564.
141. 1 2  Fahs, Travis (ngày 9 tháng 9 năm 2010). "IGN Presents the History of Dreamcast". IGN. Bản gốc lưu trữ ngày 28 tháng 9 năm 2014. Truy cập ngày 24 tháng 12 năm 2014.
142. ↑  "Sega Corporation Annual Report 2000" (PDF). Sega Corporation. tr. 18. Bản gốc (PDF) lưu trữ ngày 25 tháng 9 năm 2007. Truy cập ngày 24 tháng 12 năm 2014.
143. ↑  King, Sharon R. (ngày 12 tháng 7 năm 1999). "TECHNOLOGY; Sega Is Giving New Product Special Push". The New York Times. Bản gốc lưu trữ ngày 25 tháng 12 năm 2014. Truy cập ngày 24 tháng 12 năm 2014.
144. ↑  Zackariasson, Peter; Wilson, Timothy L.; Ernkvist, Mirko (2012). "Console Hardware: The Development of Nintendo Wii". The Video Game Industry: Formation, Present State, and Future. Routledge. tr. 158. ISBN 978-1138803831.
145. ↑  "Consolidated Sales Transition by Region" (PDF). Nintendo. Bản gốc (PDF) lưu trữ ngày 24 tháng 2 năm 2011. Truy cập ngày 15 tháng 11 năm 2015.
146. ↑  DeMaria & Wilson 2004, tr. 282–283.
147. ↑  Beuscher, Dave. "Sega Saturn – Overview". Allgame. Bản gốc lưu trữ ngày 14 tháng 11 năm 2014. Truy cập ngày 13 tháng 12 năm 2014.
148. ↑  Day, Rebecca (tháng 12 năm 1996). "Battle of the Games". Popular Mechanics. Quyển 173 số 12. tr. 52.
149. 1 2 3  Saturn Overview Manual. Sega of America. ngày 6 tháng 6 năm 1994.
150. 1 2 3 4  "Sega Saturn various data" (bằng tiếng Nhật). Sega Corporation. Lưu trữ bản gốc ngày 17 tháng 10 năm 2014. Truy cập ngày 27 tháng 2 năm 2014.
151. ↑  Beuscher, Dave. "Sega Saturn – Overview". Allgame. Bản gốc lưu trữ ngày 14 tháng 11 năm 2014. Truy cập ngày 13 tháng 12 năm 2014.
152. 1 2  "Sega Saturn various data" (bằng tiếng Nhật). Sega Corporation. Bản gốc lưu trữ ngày 17 tháng 10 năm 2014. Truy cập ngày 27 tháng 2 năm 2014.
153. ↑  VDP1 User Manual. Sega of America. ngày 27 tháng 6 năm 1995. tr. 134.
154. ↑  "Interview: Ezra Dreisbach". Curmudgeon Gamer. ngày 9 tháng 7 năm 2002. Bản gốc lưu trữ ngày 27 tháng 9 năm 2007. Truy cập ngày 24 tháng 12 năm 2014. Ezra Dreisbach: Và thực sự, nếu bạn không thể biết được từ các trò chơi, PSX tốt hơn nhiều so với Saturn. Nó đơn giản hơn và nhanh hơn. Có rất nhiều điều về Saturn hoàn toàn không được như ý. Điều quan trọng nhất trong số này là bạn không thể vẽ hình tam giác, chỉ có hình tứ giác.
155. ↑  Bettenhausen, Shane; Mielke, James. "Kenji Eno: Reclusive Japanese Game Creator Breaks His Silence". 1UP.com. Bản gốc lưu trữ ngày 22 tháng 3 năm 2014. Truy cập ngày 10 tháng 12 năm 2016. Kenji Eno: Nhưng, PlayStation và Saturn không khác nhau như vậy, vì vậy việc chuyển nó [Enemy Zero] đến Saturn không quá khó.
156. ↑  "Interview: Ezra Dreisbach". Curmudgeon Gamer. ngày 9 tháng 7 năm 2002. Bản gốc lưu trữ ngày 27 tháng 9 năm 2007. Truy cập ngày 24 tháng 12 năm 2014. Ezra Dreisbach: AVà thực sự, nếu bạn không thể biết được từ các trò chơi, PSX tốt hơn nhiều so với Saturn. Nó đơn giản hơn và nhanh hơn. Có rất nhiều điều về Saturn hoàn toàn không được như ý. Điều quan trọng nhất trong số này là bạn không thể vẽ hình tam giác, chỉ có hình tứ giác.
157. ↑  "Primal Rage Interview". Electronic Gaming Monthly. số 83. Ziff Davis. tháng 6 năm 1996. tr. 66. PlayStation làm đa giác tốt hơn nhiều, nhưng [Primal Rage] là một trò chơi dựa trên sprite và rõ ràng là Saturn có khả năng xử lý sprite tốt hơn. Chúng tôi có thể nén tốt hơn. Một trong những điểm khác biệt lớn giữa PlayStation và phiên bản Saturn là Saturn có 64 màu sắc cho từng loài khủng long và hình nền, trái ngược với PlayStation chỉ có 16 màu sắc.
158. ↑  Kent 2001, tr. 509. "Về lý thuyết, Saturn, có hai chip xử lý trung tâm 32-bit Hitachi SH2, mạnh hơn PlayStation. Sự thật là chip SH2 có phần kém hơn so với chip mà Sony đã chọn ... và việc phân bổ các hoạt động khác nhau cho cả hai chip xử lý gần như không thể".
159. 1 2  "Nights into Dreams (review)". Edge. ngày 2 tháng 8 năm 1996. Bản gốc lưu trữ ngày 24 tháng 12 năm 2014. Truy cập ngày 5 tháng 3 năm 2015. cf. "Nights Into Dreams Retrospective". Edge. ngày 8 tháng 6 năm 2007. Bản gốc lưu trữ ngày 31 tháng 10 năm 2014. Truy cập ngày 5 tháng 3 năm 2015. cf. "Retrospective: Nights Into Dreams". Edge. ngày 15 tháng 3 năm 2014. Bản gốc lưu trữ ngày 6 tháng 10 năm 2014. Truy cập ngày 5 tháng 3 năm 2015. The 3D environments were drawn by one processor, while another handled the 2D enemies, hoops and trees, melding them seamlessly to create a smooth, surprisingly fast-moving game that still looks striking today.
160. ↑  "Saturn Technical Specs". Next Generation. Bản gốc lưu trữ ngày 20 tháng 12 năm 1996. Truy cập ngày 22 tháng 4 năm 2014.
161. ↑  "Virtua Fighter 2 is Here at Last!". Next Generation. Bản gốc lưu trữ ngày 19 tháng 4 năm 1997. Truy cập ngày 12 tháng 4 năm 2014. [VDP2] có thể tạo và thao tác với nền 3D. Điều này cho phép các bộ xử lý song sinh tự do đối phó với việc điều khiển các đấu sỹ. Kết quả là hình ảnh chuyển động nhanh chóng, mượt mà ở tốc độ 60 khung hình một giây — cùng tốc độ với VF2 coin-op  ... Máy của Sony không có gì tương đương với VDP2, vì vậy yêu cầu về hoạt ảnh tốt hơn và chân thực hơn chuyển động đang đặt áp lực ngày càng lớn lên bộ xử lý trung tâm của nó.
162. ↑  Moss, Richard (ngày 2 tháng 6 năm 2014). "Life after Death: Meet the People Ensuring that Yesterday's Systems Will Never be Forgotten". Edge. Bản gốc lưu trữ ngày 2 tháng 12 năm 2014. Truy cập ngày 5 tháng 3 năm 2015. Hackers are still unsure how some components work.
163. ↑  "The official development system". Edge. Quyển 3 số 23. tháng 8 năm 1995. tr. 55.
164. ↑  "Treasure Talks Yuke Yuke". IGN. ngày 14 tháng 4 năm 1997. Bản gốc lưu trữ ngày 6 tháng 5 năm 2014. Truy cập ngày 26 tháng 5 năm 2014.
165. ↑  "Traveller's Tales: Sonic R Programmer Speaks!". Sega Saturn Magazine. Quyển 3 số 24. tháng 10 năm 1997. tr. 25.
166. ↑  "Inside the PlayStation". Next Generation. Quyển 1 số 6. tháng 6 năm 1995. tr. 51.
167. ↑  "Sega Saturn HST-0014" (bằng tiếng Nhật). Sega Corporation. Bản gốc lưu trữ ngày 14 tháng 12 năm 2014. Truy cập ngày 3 tháng 3 năm 2014.
168. ↑  Hunter, Yasuhiro (tháng 5 năm 1996). "Sega Reveals a New Saturn!!!". Maximum: The Video Game Magazine. số 6. Emap International Limited. tr. 127.
169. ↑  "On the Move!". Sega Saturn Magazine. Quyển 2 số 4. tháng 2 năm 1996. tr. 9.
170. ↑  "Sega Saturn controller" (bằng tiếng Nhật). Sega Corporation. Bản gốc lưu trữ ngày 2 tháng 8 năm 2014. Truy cập ngày 3 tháng 3 năm 2014.
171. ↑  "Sega Saturn wireless controller" (bằng tiếng Nhật). Sega Corporation. Bản gốc lưu trữ ngày 2 tháng 8 năm 2014. Truy cập ngày 3 tháng 3 năm 2014.
172. ↑  "Sega Saturn Multi-controller" (bằng tiếng Nhật). Sega Corporation. Bản gốc lưu trữ ngày 25 tháng 10 năm 2013. Truy cập ngày 3 tháng 3 năm 2014.
173. ↑  "Virtua Stick" (bằng tiếng Nhật). Sega Corporation. Bản gốc lưu trữ ngày 2 tháng 8 năm 2014. Truy cập ngày 3 tháng 3 năm 2014.
174. ↑  "Stick Fix". GamePro. số 84. IDG. tháng 9 năm 1995. tr. 118.
175. ↑  "Virtua Stick Pro" (bằng tiếng Nhật). Sega Corporation. Bản gốc lưu trữ ngày 2 tháng 8 năm 2014. Truy cập ngày 3 tháng 3 năm 2014.
176. ↑  "Mission analog stick" (bằng tiếng Nhật). Sega Corporation. Bản gốc lưu trữ ngày 2 tháng 8 năm 2014. Truy cập ngày 3 tháng 3 năm 2014.
177. ↑  "Fired in the Sky". GamePro. số 91. IDG. tháng 4 năm 1996. tr. 24.
178. ↑  "Twin stick" (bằng tiếng Nhật). Sega Corporation. Bản gốc lưu trữ ngày 2 tháng 8 năm 2014. Truy cập ngày 3 tháng 3 năm 2014.
179. ↑  "Virtua Gun" (bằng tiếng Nhật). Sega Corporation. Bản gốc lưu trữ ngày 2 tháng 8 năm 2014. Truy cập ngày 3 tháng 3 năm 2014.
180. ↑  "Racing controller" (bằng tiếng Nhật). Sega Corporation. Bản gốc lưu trữ ngày 2 tháng 8 năm 2014. Truy cập ngày 3 tháng 3 năm 2014.
181. ↑  "Sega's Saturn is off to the Races!". Electronic Gaming Monthly. Quyển 7 số 73. tháng 8 năm 1995. tr. 30.
182. ↑  "Play cable" (bằng tiếng Nhật). Sega Corporation. Bản gốc lưu trữ ngày 2 tháng 8 năm 2014. Truy cập ngày 3 tháng 3 năm 2014.
183. ↑  "Saturn Gets Hooked Up". Electronic Gaming Monthly. số 82. Ziff Davis. tháng 5 năm 1996. tr. 20.
184. ↑  "Multi-Terminal 6" (bằng tiếng Nhật). Sega Corporation. Bản gốc lưu trữ ngày 2 tháng 8 năm 2014. Truy cập ngày 3 tháng 3 năm 2014.
185. ↑  "Six Packed". GamePro. số 85. IDG. tháng 10 năm 1995. tr. 154.
186. ↑  "Sega's Saturn Launched in Japan". Electronic Gaming Monthly. số 65. tháng 12 năm 1994. tr. 60.
187. ↑  "RAM cartridge" (bằng tiếng Nhật). Sega Corporation. Bản gốc lưu trữ ngày 2 tháng 8 năm 2014. Truy cập ngày 3 tháng 3 năm 2014.
188. ↑  "Sega Saturn keyboard" (bằng tiếng Nhật). Sega Corporation. Bản gốc lưu trữ ngày 2 tháng 8 năm 2014. Truy cập ngày 3 tháng 3 năm 2014.
189. ↑  "Shuttle mouse" (bằng tiếng Nhật). Sega Corporation. Bản gốc lưu trữ ngày 2 tháng 8 năm 2014. Truy cập ngày 3 tháng 3 năm 2014.
190. ↑  "The Sega Saturn Enters Orbit". GamePro. số 68. tháng 3 năm 1995. tr. 30.
191. ↑  "Sega Saturn floppy disk drive" (bằng tiếng Nhật). Sega Corporation. Bản gốc lưu trữ ngày 2 tháng 8 năm 2014. Truy cập ngày 3 tháng 3 năm 2014.
192. ↑  "Bring the Noise". Sega Saturn Magazine. Quyển 1 số 1. tháng 11 năm 1995. tr. 56–57.
193. ↑  "Sega Saturn modem" (bằng tiếng Nhật). Sega Corporation. Bản gốc lưu trữ ngày 2 tháng 8 năm 2014. Truy cập ngày 3 tháng 3 năm 2014.
194. ↑  "Internet Access, Network Games Hit Saturn – For Less than $400". Electronic Gaming Monthly. số 84. Ziff Davis. tháng 7 năm 1996. tr. 18.
195. ↑  "Saturn to Get Internet Connection Facilities in '96!". Sega Saturn Magazine. Quyển 2 số 5. tháng 3 năm 1996. tr. 8.
196. ↑  Mott 2013, tr. 309.
197. 1 2  Redsell, Adam (ngày 20 tháng 5 năm 2012). "SEGA: A Soothsayer of the Games Industry". IGN. Lưu trữ bản gốc ngày 12 tháng 10 năm 2013. Truy cập ngày 3 tháng 3 năm 2014.
198. ↑  "Is War Hell for Sega?". Next Generation. số 13. Imagine Media. tháng 1 năm 1996. tr. 9. Sega of Japan gần đây đã thông báo họ sẽ sản xuất Saturn với khả năng truy cập Internet được tích hợp sẵn.
199. ↑  Blagdon, Jeff (ngày 17 tháng 4 năm 2013). "Forgotten Sega Pluto console prototype surfaces online (update)". The Verge. Bản gốc lưu trữ ngày 22 tháng 3 năm 2014. Truy cập ngày 22 tháng 3 năm 2014.
200. ↑  House, Michael L. "The House of the Dead Review". Allgame. Bản gốc lưu trữ ngày 14 tháng 11 năm 2014. Truy cập ngày 13 tháng 12 năm 2014.
201. 1 2 3 4 5 6 7  "Best Saturn games of all time". GamesRadar. ngày 6 tháng 3 năm 2014. Bản gốc lưu trữ ngày 8 tháng 4 năm 2016. Truy cập ngày 6 tháng 4 năm 2014. Nhưng điều đó không có nghĩa đó là một vụ phá sản hoàn toàn. Nhiều trò chơi xuất sắc đã được phát hành cho bảng điều khiển, được hỗ trợ chủ yếu từ giữa đến cuối những năm 1990, bao gồm nhiều tác phẩm kinh điển gốc của Sega và một số bản phát hành xuất sắc của bên thứ ba. Đặc biệt, những người hâm mộ trò chơi nhập vai và chiến đấu, được hưởng một loạt các tùy chọn lành mạnh trên nền tảng.
202. 1 2  "SEGA Saturn is number 18". IGN. Bản gốc lưu trữ ngày 20 tháng 1 năm 2012. Truy cập ngày 23 tháng 1 năm 2012.
203. ↑  "Fighters Megamix for Saturn". GameRankings. Bản gốc lưu trữ ngày 26 tháng 3 năm 2014. Truy cập ngày 26 tháng 3 năm 2014. cf. McNamara, Andy; và đồng nghiệp (tháng 5 năm 1997). "Fighters Megamix – Saturn". Game Informer. Bản gốc lưu trữ ngày 24 tháng 8 năm 1999. Truy cập ngày 19 tháng 3 năm 2014. This has to be one of the finest fighters to ever grace consoles. cf. Williamson, Colin. "Fighters Megamix Review". Allgame. Bản gốc lưu trữ ngày 15 tháng 11 năm 2014. Truy cập ngày 13 tháng 12 năm 2014. cf. "Fighters Megamix". Next Generation Online. ngày 3 tháng 2 năm 1998. Bản gốc lưu trữ ngày 31 tháng 8 năm 1999. Truy cập ngày 18 tháng 12 năm 2016. The best console fighter yet.
204. ↑  cf. "Sega Sports Does It One More Time". Game Informer. tháng 11 năm 1995. Bản gốc lưu trữ ngày 24 tháng 8 năm 1999. Truy cập ngày 19 tháng 3 năm 2014. World Series Baseball cho đến nay là trò chơi bóng chày trơn tru nhất từng được thực hiện. cf. "Worldwide Soccer '98". Game Informer. tháng 1 năm 1998. Bản gốc lưu trữ ngày 30 tháng 9 năm 1999. Truy cập ngày 19 tháng 3 năm 2014. Đồ họa mượt mà và tính năng vật lý hoàn hảo.
205. ↑  "Sonic 3D Blast". Game Informer. tháng 1 năm 1997. Bản gốc lưu trữ ngày 21 tháng 10 năm 1997. Truy cập ngày 27 tháng 11 năm 2014.
206. ↑  "Bug! for Saturn". GameRankings. Lưu trữ bản gốc ngày 15 tháng 3 năm 2014. Truy cập ngày 15 tháng 3 năm 2014. cf. McNamara, Andy; và đồng nghiệp (tháng 9 năm 1995). "Not To Be Denied!". Game Informer. Bản gốc lưu trữ ngày 20 tháng 11 năm 1997. Truy cập ngày 15 tháng 3 năm 2014. cf. "Bug! (review)". Electronic Gaming Monthly. Quyển 7 số 73. tháng 8 năm 1995. tr. 38.
207. ↑  Buchanan, Levi (ngày 2 tháng 2 năm 2009). "What Hath Sonic Wrought? Vol. 10". IGN. Lưu trữ bản gốc ngày 11 tháng 11 năm 2013. Truy cập ngày 15 tháng 3 năm 2014. Steven Spielberg, CES 1995:Đây là linh vật! Đây sẽ là linh vật cho Saturn!
208. ↑  "Bug!". Next Generation. Quyển 1 số 9. tháng 9 năm 1995. tr. 88–89.
209. ↑  Buchanan, Levi (ngày 18 tháng 8 năm 2008). "Nights into Dreams Retro Review". IGN. Bản gốc lưu trữ ngày 27 tháng 12 năm 2012. Truy cập ngày 17 tháng 12 năm 2014.
210. 1 2  Robinson, Martin (ngày 10 tháng 5 năm 2012). "Nights Into Dreams HD review". Eurogamer. Bản gốc lưu trữ ngày 2 tháng 11 năm 2012. Truy cập ngày 17 tháng 12 năm 2014.
211. ↑  "Classic Reviews: Burning Rangers". Game Informer. Quyển 12 số 110. tháng 6 năm 2002. tr. 104. Trò chơi chữa cháy trong tương lai này là một tác phẩm kinh điển đình đám ngay lập tức ... Trò chơi có tất cả những thứ để tạo nên một kiệt tác, nhưng bị cản trở bởi sức mạnh hạn chế của Saturn và mô típ lính cứu hỏa.
212. 1 2  Buchanan, Levi (ngày 3 tháng 9 năm 2008). "Burning Rangers Retro Review". IGN. Lưu trữ bản gốc ngày 29 tháng 11 năm 2014. Truy cập ngày 18 tháng 11 năm 2014. Một trò chơi phiêu lưu hành động hoàn toàn có thực lực (nhưng hơi giống người lao động, vì Saturn không giỏi 3D như trò chơi phiêu lưu hành động trên PSone hoặc N64).
213. ↑  Mott 2013, tr. 353.
214. ↑  cf. "Japan Votes on All Time Top 100". Edge. ngày 3 tháng 3 năm 2006. Bản gốc lưu trữ ngày 10 tháng 10 năm 2014. Truy cập ngày 5 tháng 3 năm 2015.
215. ↑  cf. "Catching up with Tecmo's Prince of Darkness". Game Informer. Quyển 15 số 140. tháng 12 năm 2004. tr. 203. Tomonobu Itagaki: Saturn là một cỗ máy tuyệt vời, một hệ thống tuyệt vời. Nếu ai đó hỏi tôi muốn làm trò chơi cho PSone hay Saturn, tôi sẽ — dành 100% thời gian — làm trò chơi cho Saturn.
216. 1 2  "Panzer Dragoon Saga: The Sad Tale of the Saturn's Last Great Game". Game Informer. Quyển 17 số 176. tháng 12 năm 2007. tr. 164–165. Một trong những trò chơi hay nhất từng được tạo ra bởi bàn tay con người ... Về mặt phê bình, trò chơi là một thành công vang dội, được ca ngợi là một trong những trò chơi hay nhất của năm và thường được coi là tựa hay nhất của Saturn. Nhưng bất chấp các bài đánh giá rực rỡ trên toàn thế giới, Saga vẫn phải nhận thất bại. Sega đã chuyển sang - chuyển trọng tâm sang phát triển bảng điều khiển tiếp theo, Dreamcast, và không sẵn sàng mạo hiểm thêm bất kỳ khoản tiền nào vào một hệ thống đã thua lỗ quá nhiều. Do đó, ít hơn 20.000 bản bán lẻ của Panzer Dragoon Saga thậm chí đã được tạo ra, khiến nó trở thành một danh hiệu rất hiếm và một giải thưởng cho các nhà sưu tập.
217. 1 2  Mott 2013, tr. 361.
218. ↑  Mott 2013, tr. 350.
219. ↑  "The History of Sega Fighting Games". GameSpot. tr. 11. Bản gốc lưu trữ ngày 17 tháng 5 năm 2009. Truy cập ngày 17 tháng 12 năm 2014.; "The History of Sega Fighting Games". GameSpot. tr. 12. Bản gốc lưu trữ ngày 17 tháng 5 năm 2009. Truy cập ngày 17 tháng 12 năm 2014.
220. ↑  Vore, Bryan (ngày 12 tháng 10 năm 2011). "Guardian Heroes". Game Informer. Lưu trữ bản gốc ngày 30 tháng 3 năm 2014. Truy cập ngày 17 tháng 3 năm 2014. Mặc dù một số khía cạnh của Guardian Heroes vẫn chưa già đi, nhưng sức mạnh của hệ thống chiến đấu, các con đường phân nhánh và các nhân vật giúp chiến binh này giữ được vị trí của mình. cf. Parkin, Simon (ngày 12 tháng 10 năm 2011). "Guardian Heroes". Eurogamer. Lưu trữ bản gốc ngày 3 tháng 2 năm 2014. Truy cập ngày 28 tháng 3 năm 2014. Một trong những trò chơi đối kháng thỏa mãn nhất từng được hình thành.
221. ↑  Wallace, Kimberley (ngày 16 tháng 4 năm 2013). "Shin Megami Tensei: Devil Summoner: Soul Hackers". Game Informer. Bản gốc lưu trữ ngày 4 tháng 1 năm 2015. Truy cập ngày 17 tháng 3 năm 2014. Tôi vẫn không thể tin rằng một trò chơi ra mắt vào năm 1997 lại mang đến cảm giác mới mẻ và thú vị như vậy sau hơn 15 năm .
222. ↑  "Top 10 Cult Classics". 1UP.com. ngày 22 tháng 6 năm 2005. Bản gốc lưu trữ ngày 29 tháng 6 năm 2012. Truy cập ngày 10 tháng 12 năm 2016.
223. ↑  Hatfield, Daemon (ngày 13 tháng 9 năm 2011). "Radiant Silvergun Review". IGN. Lưu trữ bản gốc ngày 12 tháng 7 năm 2017. Truy cập ngày 15 tháng 3 năm 2014.
224. ↑  "Time Extend: Radiant Silvergun". Edge. ngày 12 tháng 1 năm 2013. Bản gốc lưu trữ ngày 29 tháng 11 năm 2014. Truy cập ngày 5 tháng 3 năm 2015.
225. ↑  Ohbuchi, Yutaka (ngày 21 tháng 10 năm 1998). "RE2 for Saturn Canceled". GameSpot. Bản gốc lưu trữ ngày 10 tháng 11 năm 2014. Truy cập ngày 23 tháng 11 năm 2014.
226. ↑  "Suzuki: 'Yes on VF3'". Next Generation. ngày 22 tháng 11 năm 1996. Bản gốc lưu trữ ngày 20 tháng 12 năm 1996. Truy cập ngày 21 tháng 4 năm 2014.
227. ↑  "The History of Sega Fighting Games, Page 18". GameSpot. Bản gốc lưu trữ ngày 17 tháng 5 năm 2009. Truy cập ngày 6 tháng 6 năm 2014. giám đốc điều hành Sega bắt đầu lặng lẽ tuyên bố rằng Virtua Fighter 3 sẽ không ra mắt cho Saturn.
228. ↑  "Game Machine Cross Review: セガサターン". Weekly Famicom Tsūshin (bằng tiếng Nhật). số 335. May 12–19, 1995. tr. 166.
229. ↑  Lynch, Dennis (ngày 16 tháng 6 năm 1995). "Saturn Runs Rings Around Its Rivals". Chicago Tribune. Bản gốc lưu trữ ngày 20 tháng 1 năm 2015. Truy cập ngày 20 tháng 1 năm 2015.
230. ↑  Kim, Albert (ngày 9 tháng 6 năm 1995). "Sega Saturn". Entertainment Weekly. Bản gốc lưu trữ ngày 20 tháng 1 năm 2015. Truy cập ngày 20 tháng 1 năm 2015.
231. ↑  "EGM rates the systems of 1996!". 1996 Video Game Buyer's Guide. tháng 12 năm 1996.
232. ↑  "Electronic Gaming Monthly looks at the top systems for this year". 1998 Video Game Buyer's Guide. tháng 12 năm 1998. tr. 51.
233. ↑  "How Consoles Die". Edge. ngày 17 tháng 9 năm 2008. tr. 3. Bản gốc lưu trữ ngày 29 tháng 11 năm 2014. Truy cập ngày 5 tháng 3 năm 2015.
234. ↑  Stuart, Keith (ngày 15 tháng 5 năm 2015). "Sega Saturn – how to buy one and what to play". The Guardian. Bản gốc lưu trữ ngày 26 tháng 5 năm 2015. Truy cập ngày 27 tháng 5 năm 2015.
235. 1 2 3  Sewart, Greg (ngày 5 tháng 8 năm 2005). "Sega Saturn: The Pleasure And The Pain". 1UP.com. Bản gốc lưu trữ ngày 17 tháng 3 năm 2014. Truy cập ngày 10 tháng 12 năm 2016.
236. ↑  Towell, Justin (ngày 22 tháng 11 năm 2014). "Sega Saturn turns 20, and it's not as shit as you think". GamesRadar. Lưu trữ bản gốc ngày 20 tháng 1 năm 2015. Truy cập ngày 20 tháng 1 năm 2015.
237. ↑  Perry, Douglass C. (ngày 9 tháng 9 năm 2009). "The Rise and Fall of Dreamcast". Gamasutra. Bản gốc lưu trữ ngày 18 tháng 3 năm 2014. Truy cập ngày 24 tháng 12 năm 2014.
238. ↑  Buchanan, Levi (ngày 29 tháng 7 năm 2008). "Top 10 SEGA Saturn Games". IGN. Lưu trữ bản gốc ngày 12 tháng 7 năm 2017. Truy cập ngày 26 tháng 3 năm 2014.
239. ↑  Stuart, Keith (ngày 14 tháng 5 năm 2015). "Sega Saturn: how one decision destroyed PlayStation's greatest rival". The Guardian. Bản gốc lưu trữ ngày 26 tháng 5 năm 2015. Truy cập ngày 27 tháng 5 năm 2015.